# David Guetta

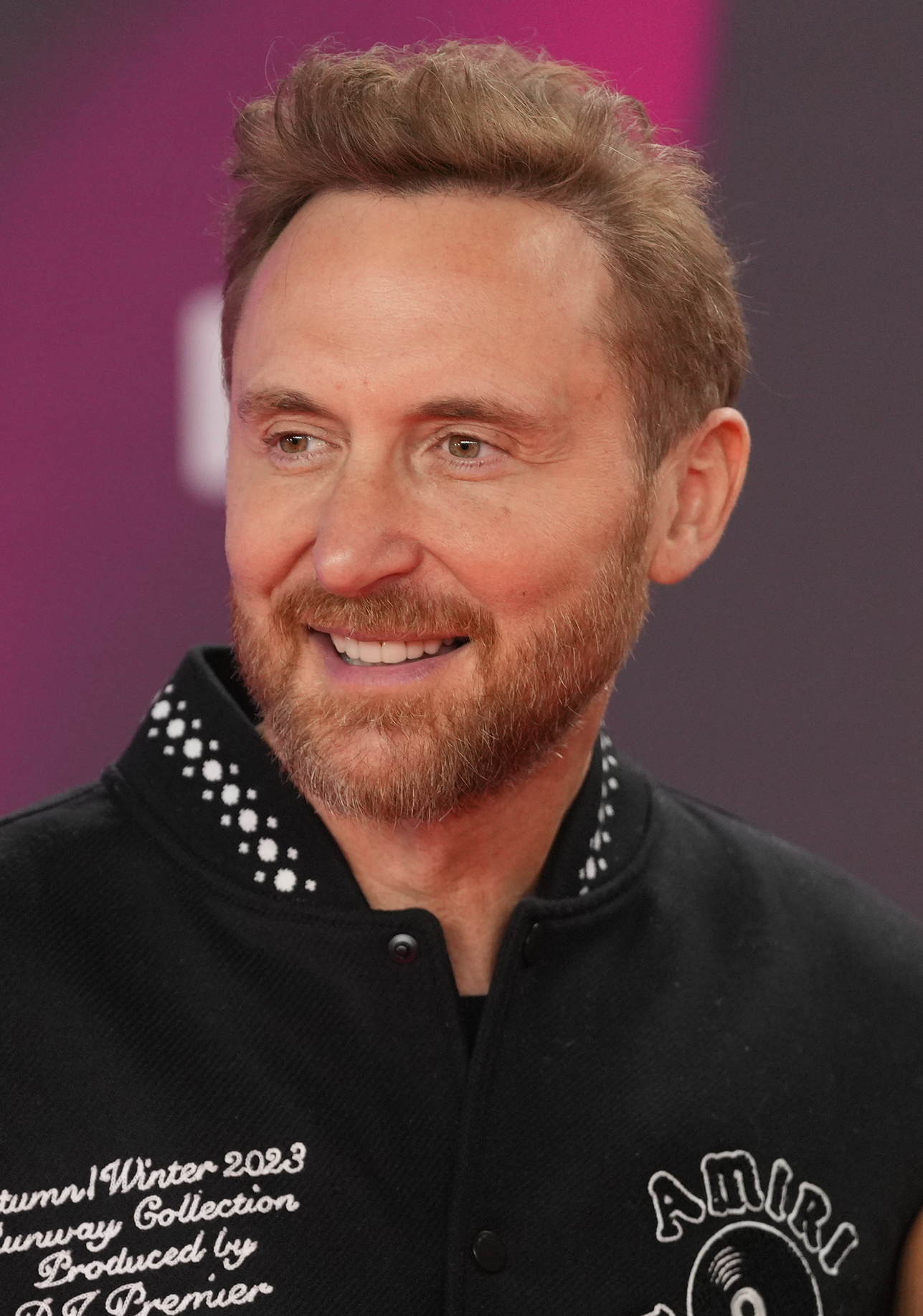
David Guetta bei den Latin Grammy Awards 2023

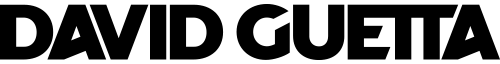
Logo seit dem Jahr 2017

Pierre David Guetta ([ˌpjɛːʁ daˌviːd gɛˈta]; * 7. November 1967 in Paris), bekannt als David Guetta [ˌdeɪvɪt ˈgɛ̝tɐ], ist ein französischer DJ und Musikproduzent. Er begann mit House-Musik und wechselte nach seinem Durchbruch 2009 zu Dance- und Electro-Pop. Später entwickelte sich sein Stil in Richtung Trap, Future-Bass und Electro-House.

## Karriere

### Herkunft und musikalische Anfänge
Guetta wurde 1967 in Paris geboren. Seine Mutter Monique ist eine aus Belgien stammende Psychoanalytikerin und Philosophielehrerin. Sein Vater Pierre – ein aus Marokko nach Frankreich eingewanderter sephardischer Jude – war Soziologe und Trotzkist. Der Journalist und Politiker Bernard Guetta sowie die Schauspielerin Nathalie Guetta sind seine Halbgeschwister.
David Guetta begann im Alter von 16 Jahren als DJ in Pariser Diskotheken zu arbeiten. Nach der Veröffentlichung einiger Mix-CDs Ende der 1980er Jahre wurde er zunächst Besitzer eines Nachtclubs in der französischen Hauptstadt. 1994 veröffentlichte er die Single Up & Away auf Dance Pool. Nach eher kleineren Erfolgen verschwand Guetta zunächst aus der Dance-Szene. Anfang der 2000er Jahre hatte er ein Comeback.

### 2002–2008: Erste Erfolge

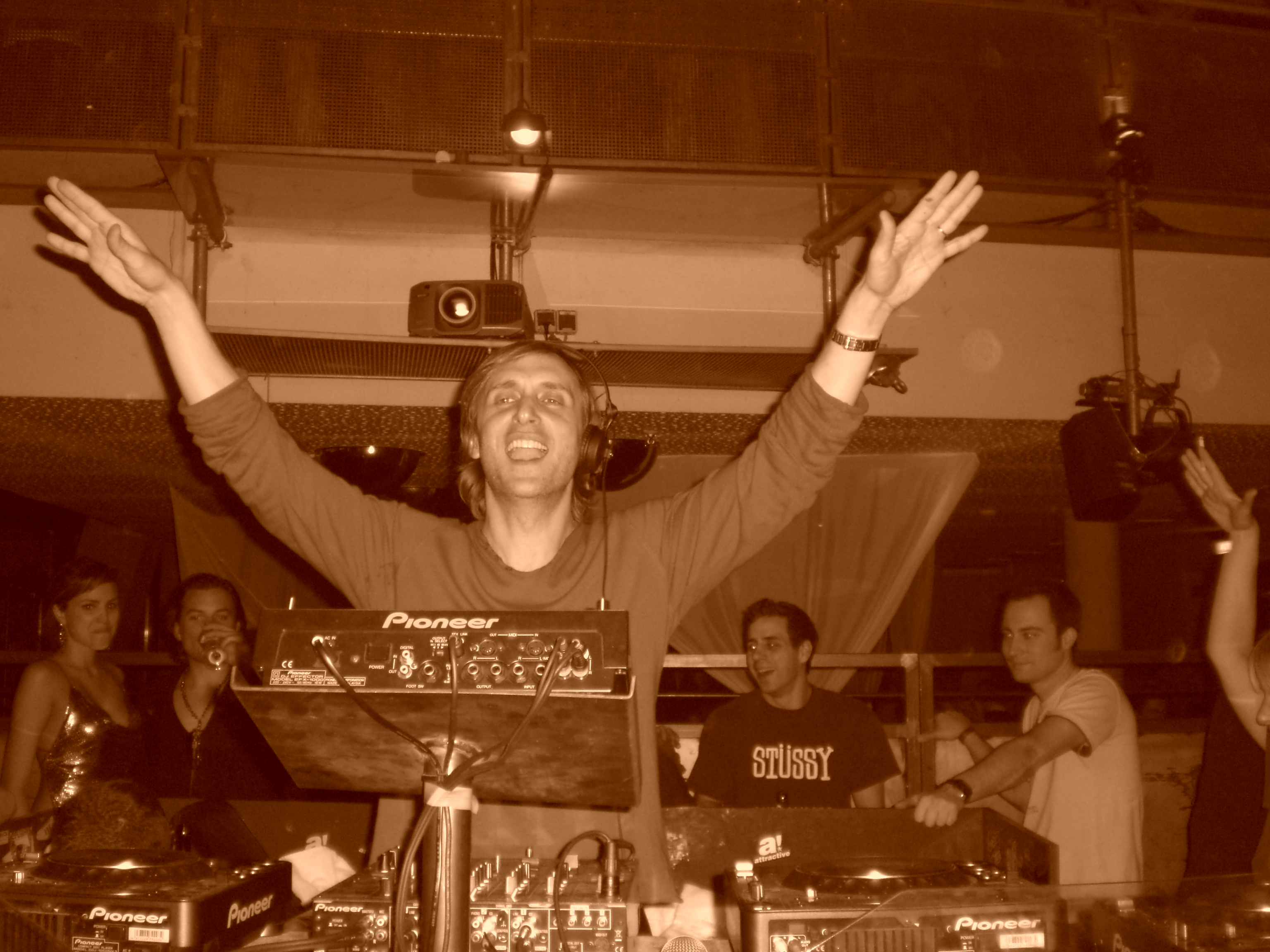
David Guetta, 2008

2002 erschien sein Debütalbum Just a Little More Love, auf dem einige Titel in Zusammenarbeit mit Chris Willis entstanden. Mit den Single-Auskoppelungen Just a Little More Love und Love Don’t Let Me Go schaffte es Guetta, sich erstmals international einen Namen zu machen. 2004 erschien sein zweites Studioalbum Guetta Blaster. 2005 feierte er mit The World Is Mine einen weiteren Club-Hit. Ein Mashup seines Songs Love Don’t Let Me Go und dem Remix von The Eggs Walking Away konnte sich 2006 in der EDM-Szene beweisen.
Es folgten die Singles Love Is Gone, Baby When The Lights, Delirious, Tomorrow Can Wait und Everytime We Touch. Sein Album Pop Life wurde im Sommer 2007 veröffentlicht. Im selben Jahr wurde Guetta bei den World Music Awards in London mit dem Preis des besten Discjockeys der Welt ausgezeichnet. Er betreibt zusammen mit Joachim Garraud das Musiklabel Gum Records, ein Sublabel von Virgin Music in Frankreich.
Im Juli 2008 trat er gemeinsam mit seiner Frau Cathy, Tiësto, Joachim Garraud, Martin Solveig und Carl Cox vor 40.000 Zuschauern im Stade de France auf. Dies war das erste Mal, dass ein Event dieser Kategorie in dieser Größenordnung in Frankreich stattfand. Als Vorbild diente die Veranstaltung Sensation White, bei der Guetta schon mehrmals als DJ teilgenommen hat. Die zweite Ausgabe dieses Events fand im Juli 2009 erneut im Stade de France statt. Neben Guetta spielten Armin van Buuren, Sven Väth, Axwell sowie Steve Angello. Auf der Abschlusskundgebung der Loveparade 2008 in Dortmund trat Guetta ebenfalls auf.
Im Juli 2008 erschien EADS-Album F*** Me I’m Famous – International. Der Titel steht auch für eine der bekanntesten House-Partys in Europa, die von vielen Veranstaltern unter ähnlichen Namen kopiert werden. Seit April 2009 hat Guetta eine wöchentliche Radiosendung beim Internetradio RauteMusik.FM zusammen mit dem Frankfurter Label BigCityBeats. Außerdem ist er seit Januar 2009 jeden Samstag mit seiner Sendung F*** me I’m Famous beim italienischen Radiosender m2o zu hören.

### 2009:One Love

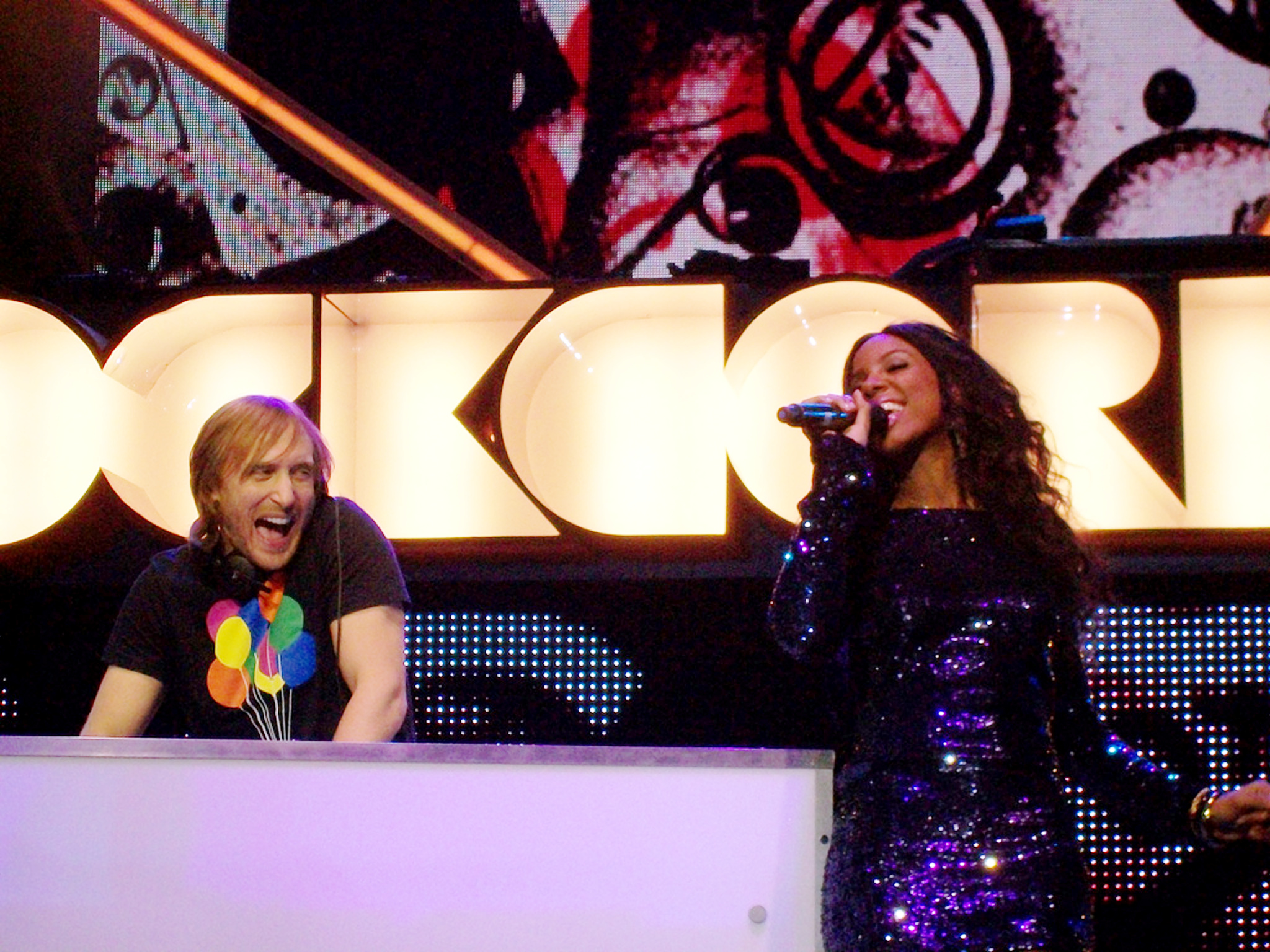
David Guetta und Kelly Rowland, 2009

Im Frühjahr 2009 produzierte er gemeinsam mit Will.i.am das Stück I Gotta Feeling für dessen Band The Black Eyed Peas. Der Track wurde zu Guettas erstem weltweiten Erfolg mit Nummer-eins-Platzierungen in über 20 Ländern. Im August 2009 veröffentlichte er das Album One Love. Auf dem Album finden sich erstmals Kooperationen mit Hip-Hop- und R&B-Künstlern wie Akon, Kelly Rowland, Ne-Yo, Will.i.am, Kid Cudi, Estelle. Es stieg sowohl in seiner Heimat als auch in fast allen anderen Ländern in die Top 10. Es wurde weltweit über drei Millionen Mal verkauft und erreichte in Deutschland drei Mal Gold. Als erste Single aus dem Album wurde When Love Takes Over mit Kelly Rowland veröffentlicht. Die Single erreichte in zwölf Ländern Platz eins, darunter erstmals im Vereinigten Königreich. In Deutschland erreichte das Lied Goldstatus.
Die zweite Single Sexy Bitch mit Akon wurde ebenfalls im August 2009 veröffentlicht. Diese konnte an den Erfolg von When Love Takes Over anschließen und wurde Guettas erster Nummer-eins-Hit in Deutschland und konnte Platinstatus erreichen. Der Song erreichte in den USA die Top-5 und wurde mit 6,5 Millionen Verkäufen einer der erfolgreichsten Titel des Jahres weltweit. 2009 wurde Guetta vom britischen DJ Mag zum drittbesten DJ der Welt gewählt und war damit bestplatzierter House-DJ. Die dritte Singleauskopplung war One Love; sie erschien im November 2009. Gesungen wird das Stück von Estelle. Memories, die vierte und letzte Singleauskopplung, konnte ebenfalls mehrere Millionen Verkäufe zählen und erlangte in Deutschland Goldstatus. In 15 weiteren Ländern wurden die Top-10 erreicht. Aufgenommen wurde das Lied mit dem Hip-Hop-Star Kid Cudi. Für Aufmerksamkeit sorgte insbesondere das Video, in dem der Fokus nicht auf den durch die Stadt laufenden Musikern liegt, sondern auf der Filmcrew, die sich in Fensterscheiben und Spiegeln widerspiegeln und aus unbekleideten Frauen besteht.

### 2010:One More Love
Im April 2010 erschien das Lied Gettin’ Over mit Fergie, Chris Willis und LMFAO. In Zusammenarbeit mit Kelly Rowland erschien im Mai 2010 Commander als zweite Single-Auskopplung des Albums. Zudem war der Song Teil von Rowlands Album Here I Am. Das Stück erreichte in zehn Ländern die Top-10.
Im August 2010 veröffentlichte Guetta in Zusammenarbeit mit Flo Rida das Lied Club Can’t Handle Me. Es wurde der Titelsong für den Film Step Up 3D. In Deutschland, Österreich, der Schweiz, Großbritannien und den USA erreichte das Stück die Top-10 der Singlecharts. Es verkaufte sich rund 4,5 Millionen Mal und stieg im Herbst 2010 bis auf Platz 2 in den DJ-Mag-Charts.
Im November 2010 erschien Who’s that Chick mit Rihanna. Das Stück erreichte in über 25 Ländern die Top-10 und hat sich knapp 2,7 Millionen Mal verkauft. Der Titel war die zweite Single-Auskopplung aus dem wiederveröffentlichten Album One Love, das im November 2010 unter dem Titel One More Love erschien. Hierbei sind zusätzliche Gemeinschaftsproduktionen mit unter anderem Kelis, Madonna und Lil Wayne zu finden.

### 2011:Nothing but the Beat

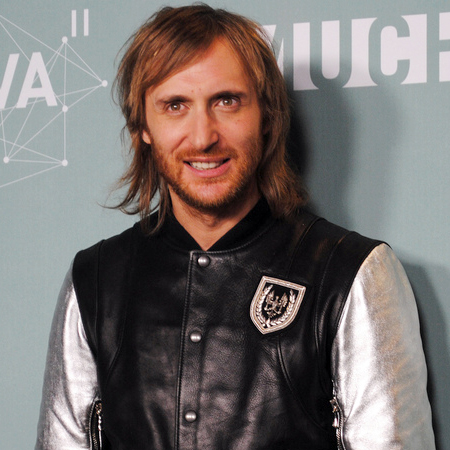
David Guetta, 2011

Seit März 2011 legt er jeden Samstag für die Radioshow bei Radio 105 auf. Where Them Girls At mit Flo Rida und Nicki Minaj erschien im Mai 2011 als erste Singleauskopplung des nächsten Albums. Der Song stieg in Deutschland auf Platz 5 der Charts. Im Juni 2011 erschien in Deutschland der Song Little Bad Girl. Bei diesem wirkten Sänger Taio Cruz und Rapper Ludacris mit.
Die nächste Single Titanium mit Sia erschien im August 2011. Sie entwickelte sich zu einem großen Erfolg in mehreren Download-Portalen und erfreute sich auch im Radio großer Beliebtheit. Ebenfalls im August 2011 wurde der Electro-House-Track Lunar ausgekoppelt. Dieser entstand in Zusammenarbeit mit Afrojack, der bereits bei Titanium als Co-Produzent mitgewirkt hatte, und erreichte unter anderem in Deutschland die Singlecharts. Night of Your Life mit Jennifer Hudson erschien als dritte und letzte Promotion-Single vor der Albumveröffentlichung.
Das Album Nothing but the Beat wurde in Deutschland im August 2011 veröffentlicht, und fünf Wochen später stand es an der Spitze der Charts. Die dritte Single Without You mit Usher wurde mit Platz 4 sein erfolgreichster Song in den USA. Die fünfte Single-Auskopplung war Turn Me On, die in Zusammenarbeit mit Nicki Minaj aufgenommen wurde. Bereits bei Erscheinen des Albums erreichte das Lied die Singlecharts mehrerer Länder. Ähnlich erging es auch I Can Only Imagine, einer Kollaboration mit Chris Brown und dem Rapper Lil Wayne. Der Song erschien im Mai 2012 mit einem Remix von Daddy’s Groove als Titeltrack. Unter anderem in Österreich, Großbritannien und der Schweiz konnte die Single die Top-10 erreichen.
Zusätzlich zu dem Album feierte im September 2011 der gleichnamige Film von Huse Monfaradi im Pariser Theatersaal Rex Weltpremiere. Er ist eine Dokumentation über David Guettas Karriere. Im März 2012 erschien der Film auf iTunes und schoss an die Spitze der Podcast-Charts in Ländern wie den USA, Deutschland, Großbritannien und Frankreich. 2011 verdrängte Guetta Armin van Buuren als Führenden der weltweiten DJ-Mag-Top-100-Liste. Außerdem wurde er mit Sunshine und Nothing but the Beat zweimal für die Grammy Awards 2012 nominiert. An Silvester trat Guetta vor knapp zwei Millionen Feiernden in Rio de Janeiro auf. Im März 2012 wurde als weitere Promotion-Single The Alphabeat veröffentlicht, die auch bei Werbeaktionen für den Renault Twizy, der im Musikvideo auftaucht, verwendet wurde.

### 2012:Nothing But the Beat 2.0

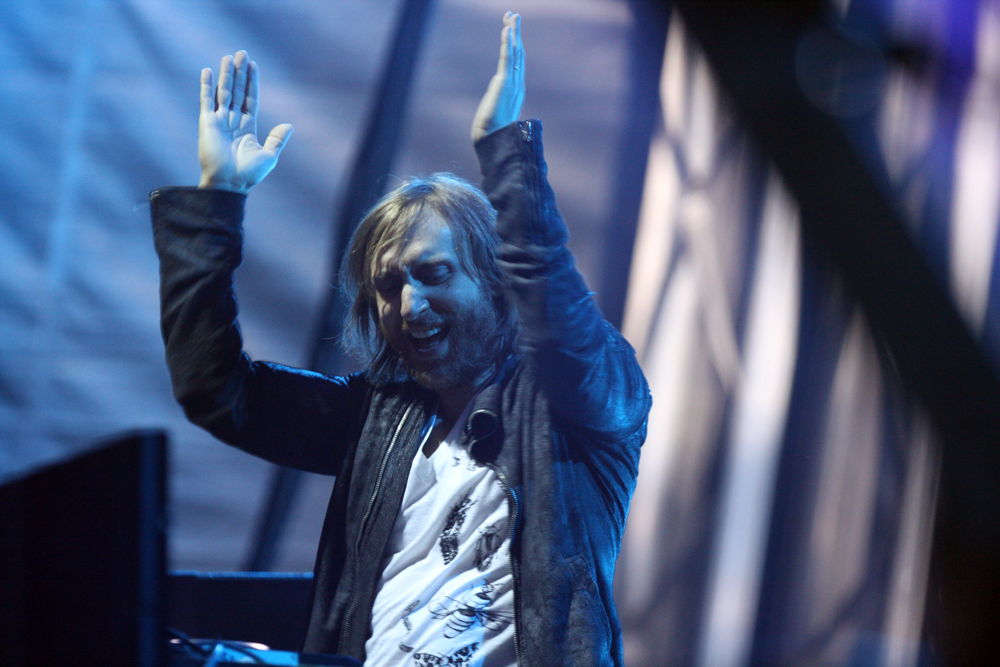
David Guetta beim Creamfields in Sydney (2012)

Im April 2012 gründete Guetta das Musiklabel Jack Back Records, bei dem am 12. April 2012 mit Metropolis von Nicky Romero die erste Singleauskopplung erschienen ist. Gemeinsam mit dem Plattenlabel Jack Back veröffentlichte er kurze Zeit später eine Remixversion von Wild Ones von Flo Rida unter dem Titel Wild One Two, die ein Nummer-eins-Dancehit in den USA wurde.
Am 24. August 2012 erschien die erste Singleauskopplung She Wolf (Falling to Pieces) seines kommenden Albums. Wie schon bei Titanium, so übernahm die australische Sängerin Sia auch bei diesem Lied den Gesangspart. She Wolf (Falling to Pieces) konnte an den Erfolg des Vorgängers anschließen und erreichte unter anderem in Deutschland und Österreich Platz drei der Charts.
Am 7. September 2012 erschien der dazugehörige Longplayer in Form einer EP mit dem Titel Nothing But the Beat 2.0. Auf ihr befinden sich neben den Songs des ursprünglichen Albums noch sechs weitere Titel. Ausgekoppelt wurde im November 2012 zusätzlich Just One Last Time, die in Zusammenarbeit mit Taped Rai entstand. Außerdem schrieb und produzierte David Guetta zusammen mit Nicky Romero den Song Right Now für Rihannas Album Unapologetic. Er erschien im Mai 2013 als Single. Parallel unterstützte er, ebenfalls zusammen mit Romero Britney Spears bei einer Reihe an Songs ihres Albums Britney Jean.
Mit dem Song Play Hard, zu dem Ne-Yo und Akon den Gesang beisteuerten, erschien die letzte und neunte Single aus Nothing But the Beat am 15. März 2013. Als Höchstplatzierung in den Charts blieb aber in vielen Ländern die Position nach der Veröffentlichung von Nothing But the Beat 2.0 stehen, die der Song durch zahlreiche Downloads bereits in die Charts erreichten konnte. Neben dem Re-Edit konnte sich insbesondere ein Remix von Albert Neve einer großen Beliebtheit erfreuen.

### 2013: Promo-Aktionen fürListen

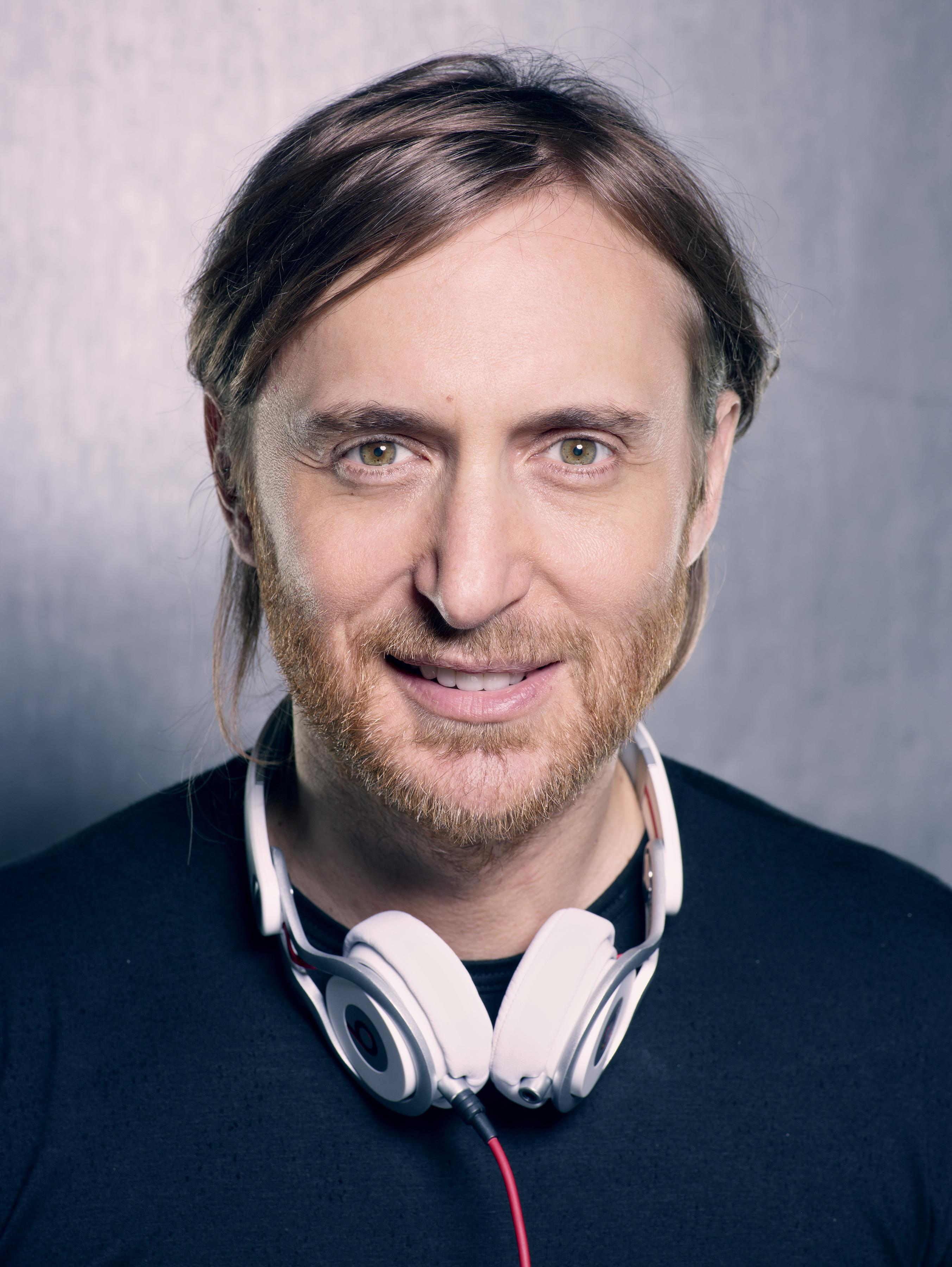
David Guetta (2013)

Mitte des Jahres 2013 verbreitete sich ein neuer Titel im Internet, der von dem schwedischen Sänger John Martin gesungen wurde. Bekannt ist der Track unter dem Namen Love a Little Louder. Es erschien des Weiteren ein Bild, auf dem Guetta und Martin im Studio zu sehen sind, jedoch kam der Track weder als Single noch als Albumtrack offiziell heraus.
Gemeinsam mit dem DJ-Duo Glowinthedark und dem Sänger Harrison veröffentlichte Guetta im Juli 2013 das Lied Ain’t A Party. Dies erschien zum einen als eine Auskopplung seiner Fuck-Me-I’m-Famous-Kompilationsreihe, zum anderen als erste Promo-Single seines fünften Studioalbums, dessen Veröffentlichung für das Jahr 2014 angesetzt war. Der Titel basiert auf dem bekannten Gitarren-Thema von Song 2 der englischen Alternative-Rock-Band Blur. Der Track erreichte lediglich in Frankreich, Deutschland und der Schweiz die Single-Charts. In Südkorea rückte er sogar bis an die Spitze.
Mit dem US-amerikanischen Sänger Mikky Ekko nahm er das Lied One Voice auf. Während Ende 2013 das Musikvideo erschien, wurde der Electro-House-Song nie offiziell als Single veröffentlicht. Er agiert als Aufruf zur Spende für Opfer des Taifuns Haiyan, der Anfang November 2013 auf den Philippinen wütete.
Als offizielle zweite Promo-Single erschien am 20. Januar 2014 Shot Me Down mit Skylar Grey als Sängerin. Die Strophen des Songs sind ein Cover des Liedes Bang Bang (My Baby Shot Me Down) von Cher, das in der Version von Nancy Sinatra durch Tarantinos Kultfilm Kill Bill Vol. 1 berühmt wurde. Die Big-Room-Produktion konnte im Vergleich zu Ain’t a Party, konnte Shot Me Down weitaus mehr Erfolg einbringen; so konnte in 17 Ländern die Top-10, darunter fünfmal Platz eins erreicht werden.
Die dritte Promotion-Single erschien in Form einer Zusammenarbeit mit dem niederländischen DJ-Duo Showtek und der französischen Sängerin Vassy. Unter dem Titel Bad entwickelte sich der Big-Room-Track zu einer Festival-Hymne und konnte die Spitze mehrerer skandinavischer Länder erreichen. Weiterhin konnten sie in Deutschland die Top-20 und in Großbritannien Platz 22 erreichen. Insgesamt konnte sich Bad knapp eine Million Mal verkaufen. Das offizielle Musikvideo stellt eine Referenz zu dem Musikvideo von Michael Jacksons Thriller dar.
Die letzte Promo-Single erfolgte mit dem Lied Blast Off. Dieses entstand in Zusammenarbeit mit dem australischen Newcomer-Sänger und -Produzenten Kaz James. Lediglich in Frankreich rückte der Titel in die offiziellen Single-Charts vor.

### 2014:Listen

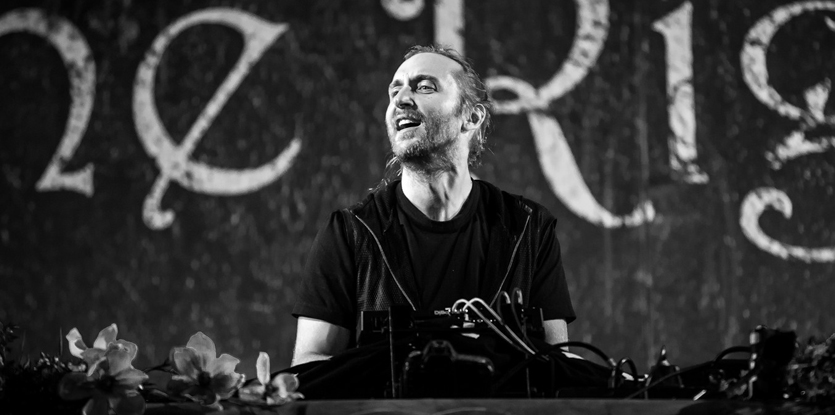
David Guetta beim Tomorrowland 2014

Am 1. August 2014 erschien seine erste offizielle Vorabsingle seines kommenden Albums Lovers on the Sun in Deutschland. Diese wurde vom US-amerikanischen Singer-Songwriter Sam Martin gesungen und zusammen mit Avicii produziert. Das Lied konnte den Erfolg der ersten Vorab-Auskopplungen übertreffen und stand in über 20 Ländern in den Top 10 der offiziellen Single-Charts. Zudem erreichte der Track Platz 1 unter anderem in Deutschland, Österreich und Großbritannien. Das offizielle Musikvideo wurde bereits nach wenigen Stunden mehrere Millionen Male aufgerufen.
Nach dem Erfolg von Lovers on the Sun gab Guetta den Titel seines sechsten Studioalbums bekannt. Es trägt den Namen Listen und wurde am 21. November 2014 über das Plattenlabel Parlophone veröffentlicht. Die offizielle Tracklist folgte. Auf dem Album sind unter anderem Aufnahmen mit Alicia Keys, John Legend, Nico & Vinz und Bebe Rexha zu finden. Als Co-Produzenten arbeiteten Afrojack, Showtek und Nicky Romero mit ihm zusammen. Des Weiteren ist als vierte und letzte Vorab-Auskopplung der Track Dangerous, eine weitere Zusammenarbeit mit Sam Martin, erschienen, die in Deutschland auch Platz 1 erreichte.
Am 20. Februar 2015 veröffentlichte David Guetta die dritte Single-Auskopplung aus dem Album Listen. Diese trug den Titel What I Did for Love und entstand in Zusammenarbeit mit dem schottische Soul- und R&B-Sängerin Emelie Sandé. Der Song diente als offizieller Soundtrack der britischen Dailysoap EastEnders und erreichte in unter anderem Österreich, Ungarn und Großbritannien die Top-10 der Single-Charts. Am 16. März 2015 folgte mit dem Lied Hey Mama eine weitere Single aus dem Album. Hierbei wirkten die US-amerikanische Rapperin Nicki Minaj und der niederländische DJ Afrojack mit. Zudem hört man im Refrain die US-amerikanische Sängerin Bebe Rexha. Der Track konnte den Erfolg von What I Did for Love übertreffen und erreichte in über 20 Ländern, darunter auch den USA, die Top-10 der offiziellen Single-Charts. Als fünfte offizielle Single-Auskopplung erschien das Lied Sun Goes Down. Dieses entstand als eine weitere Zusammenarbeit mit Showtek sowie mit der kanadischen R&B- und Reggae-Band Magic! und dem Sänger Sonny Wilson.
Bereits im Frühjahr spielte der Franzose einen Electro-House-Track, der als Kollaboration mit GlowInTheDark bekanntgegeben wurde. Nach Ain’t A Party ist dies die zweite Zusammenarbeit mit dem Duo. Während der Entstehung wurden sie vom niederländischen DJ und Produzenten Martin Garrix unterstützt. Der Song basiert zum großen Teil auf Kinderlied If You’re Happy and You Know It, basierend auf dem sowjetischen Stück Molodejnaya aus dem sowjetischen Musikfilm Wolga, Wolga aus dem Jahr 1938. Das Lied erschien unter dem Titel Clap Your Hands am 9. Oktober 2015 als Vorbote des Re-Releases seines Studioalbums Listen.
Am 30. Oktober 2015 erschien eine Neuversion des Album-Tracks Bang My Head. Bei dieser wirkte neben Sia, die auch die Original-Version sang, auch der Rapper Fetty Wap mit. Im Gegensatz zum Original war diese Version kommerzieller gestaltet. Der Song diente als Vorab-Single-Auskopplung der Neuauflage seines sechsten Studioalbums, die am 27. November 2015 unter dem Titel Listen Again mit zusätzlichen Titeln und Remix-Versionen erschienen.

### 2016:This One’s For You&Shed a Light
Nachdem es bereits am 20. November 2015 als Promo-Single erschien, wurde das Instrumentalstück Pelican am 16. Mai 2016 als offizielle Single veröffentlicht. Der Track machte bereits im Laufe des Vorjahres durch seinen für Guetta untypischen Old-School- und Tech-House-Stil auf sich aufmerksam. Zwei Wochen später wurde das Lied The Death of EDM, eine weitere Kollaboration mit Showtek und Beardyman, von Listen Again ausgekoppelt. Beide Lieder erschienen nicht über Major-Labels, sondern wurden über die Sub-Labels von David Guetta und Showtek veröffentlicht. Durch die Ähnlichkeit von The Death of EDM zu Gesaffelsteins Pursuit aus dem Jahr 2013 entstanden Plagiatsvorwürfe.
Die Hymne zur Fußball-Europameisterschaft 2016 mit dem Titel This One’s For You ist ein Song von Guetta mit der schwedischen Sängerin Zara Larsson. Am Vortag des EM-Starts gab Guetta in Paris auf dem Champ de Mars ein großes Konzert. Beim EM-Finale Frankreich-Portugal präsentierten die beiden Musiker am 10. Juli 2016 die Hymne vor Spielbeginn auf einer Live-Bühne im Stade de France in Saint-Denis.
Am 30. September 2016 veröffentlichte Guetta eine Cover-Version des Liedes Would I Lie to You von Charles & Eddie aus dem Jahr 1992. Diese entstand in gemeinsam mit dem Franzosen Cedric Gervais und Sänger Chris Willis. Das Lied wurde im klassischen „Old-School“-House-Stil produziert und grenzte sich von den sonst populären Electro-House- oder zu der Zeit Tropical-House-Bereichen ab. Während das Lied in unter anderem Österreich, Deutschland und Tschechien bis in die Top-10 vorrücken konnte, blieben Platzierungen in den britischen und den US-amerikanischen Single-Charts aus.
Shed a Light wurde am 25. November 2016 veröffentlicht. Diese produzierte er in Zusammenarbeit mit dem deutschen Newcomer Robin Schulz und dem EDM-Trio Cheat Codes. Die Mischung aus Dance-Pop und Deep-House erreichte im Gegensatz zum Vorgänger wieder in Großbritannien die Single-Charts und rückte wieder in die Top-10 einer Reihe europäischer Länder, landete jedoch nur im Mittelfeld der französischen Charts.

### 2017: Diverse Single-Veröffentlichungen

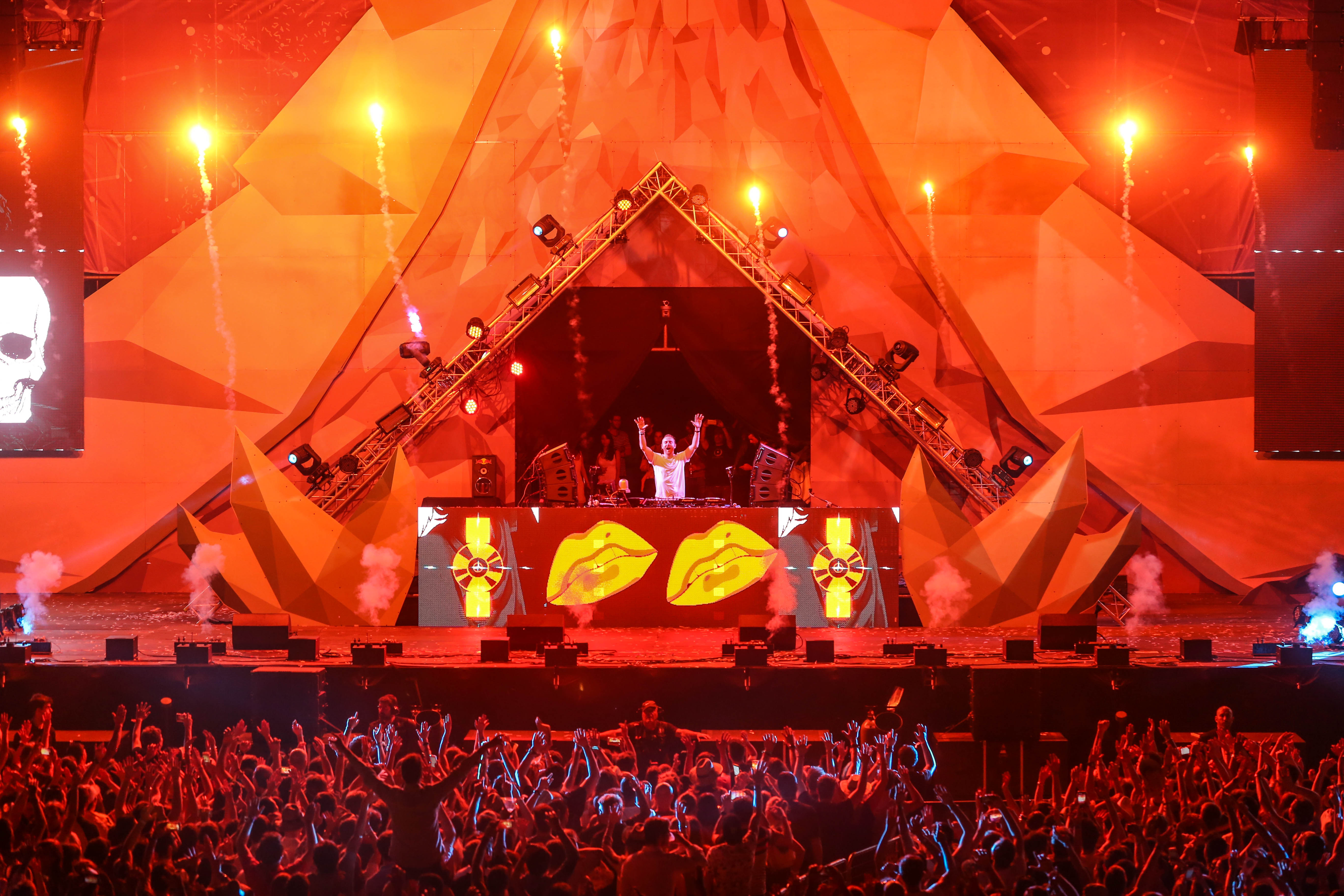
David Guetta live beim Utopía Festival 2016

In einem Live-Interview auf Facebook mit Final Kid gab Guetta am 27. Januar 2017 bekannt, dass sein siebtes Studioalbum bereits fertiggestellt sei und dass seine kommende Single aus einer Zusammenarbeit mit Nicki Minaj und Lil Wayne entstanden wäre. Als diese entpuppte sich das Lied Light My Body Up, das am 23. März 2017 erschien. Der Track deckt Elemente aus der Trap-, Electro-House- und Hip-Hop-Musik ab. Kommerziell konnte das Lied nicht an die Vorgänger anschließen. In Deutschland, Österreich, der Schweiz und Frankreich konnten sie die obere Charthälfte erreichen. In den USA wurde ein Einstieg nur knapp verpasst.
Von beiden Künstlern beim Ultra Music Festival 2017 wurde eine Kollaboration zwischen David Guetta und Afrojack angekündigt. Diese erschien am 29. April 2017 das Lied Another Life. Gesungen wurde der Future-Bass-Song von der französischen Singer-Songwriterin Ester Dean. Während Afrojack bereits eine Single in diesem Genre veröffentlichte, ist es für Guetta der erste Song, der diesen Musikstil vertritt. Ebenfalls spielte er beim UMF 2017 eine von Bebe Rexha gesungene Cover-Version des Klassikers Blue (Da Ba Dee) von Eiffel 65, die erst 2022 nach einem TikTok-Hype als Single erscheinen sollte.
Am 9. Juni 2017 veröffentlichte David Guetta gemeinsam mit dem kanadischen Pop-Sänger Justin Bieber das Lied 2U. Der Track verkörpert eine Mischung aus Tropical-House und Future-Bass und konnte schnell Erfolg verbuchen. Nach knapp 12 Stunden stand der Song auf Platz eins der iTunes-Charts von über 48 Ländern. Am Tag der Veröffentlichung erschien ebenfalls ein Musikvideo, das in Zusammenarbeit mit vier der Victoria’s Secret Angels entstand.
Vor seinem Auftritt im Ushuaïa Ibiza Hotel am 26. Juni 2017 gab David Guetta bekannt, dass er bei diesem Song mit Bruno Mars zusammenspielen werde. Dahinter verbirgt sich eine Remixversion von dessen Lied Versace on the Floor. Am Folgetag wurde dieser als Single veröffentlicht. Während seine vorherigen Singles sich am Future-Bass-Stil orientierten, verkörpert dieser Track eine Daft-Punk-typische Mischung aus Post-Disco-, Funk- und Pop-Musik.
Nachdem es bereits im Frühjahr 2017 prämiert wurde, erschien am 28. Juli 2017 das Lied Complicated als Single. Hierbei arbeitete er mit dem belgischen DJ-Duo Dimitri Vegas & Like Mike und der US-amerikanischen Sängerin Kiiara zusammen. In mehreren europäischen Ländern erreichten sie eine Single-Chartplatzierung, darunter in Belgien auf den obersten fünf Plätzen.
Im November 2017 veröffentlichte David Guetta seine fünfte offizielle Kollaboration mit dem niederländischen DJ und Produzenten Afrojack. Diese trägt den Titel Dirty Sexy Money und enthält Vocals von Sängerin Charli XCX und Rapper French Montana. An der Entstehung waren unter anderem auch der Produzent Skrillex und Songwriterin Noonie Bao beteiligt. Der mit Pop und Future-Bass gespickte Song rückte in einer Reihe europäischer Länder in die obere Chart-Hälfte.
Am 1. Dezember 2017 folgte das Lied So Far Away mit Martin Garrix sowie den Sängern Jamie Scott und Romy Dya. Der weibliche Part wurde in der ersten Demo-Version des Liedes von Ellie Goulding übernommen. Vorab sorgten Label-Auseinandersetzungen für Probleme mit dem Release. Ausschlaggebend dafür war, dass Martin Garrix bei seinem Mainstage-Set beim Tomorrowland das Lied spielte, ohne sich vorher das Einverständnis der Vertragspartner von Ellie Goulding eingeholt zu haben. Ihr Management untersagte infolgedessen ihre weitere Beteiligung an dem Track. Daraufhin sprang Sängerin Romy Dya ein. Im Laufe des Januars 2018 entwickelte sich So Far Away zu einem kommerziellen Erfolg. Während es unter anderem in Deutschland vorerst in der unteren Hälfte der Single-Charts zu finden war, rückte es gegen Ende des Monats bis in die Top-10 der deutschen Single-Charts vor. Ähnliche Positionen konnten auch in Finnland und den Niederlanden erreicht werden.

### 2018:Heliumund siebtes Studioalbum

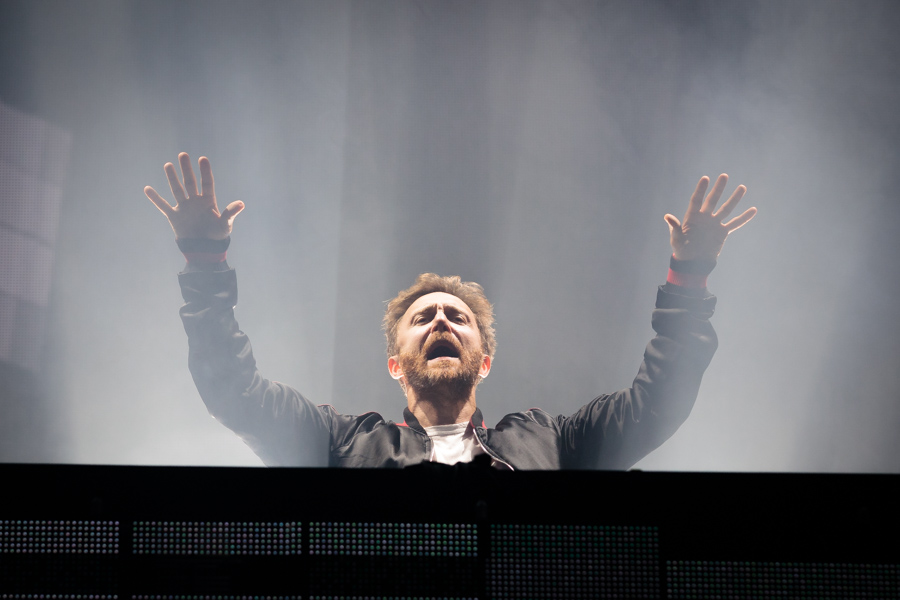
David Guetta beim Stavernfestivalen (2018)

Anfang Februar 2018 veröffentlichte David Guetta zusammen mit Afrojack eine neue Version des Liedes Helium der australischen Sängerin Sia, das bereits am 10. Februar 2017 auf dem offiziellen Soundtrack des US-amerikanischen Filmes Fifty Shades Darker erschien. In unter anderem Österreich, der Schweiz und Schweden erreichten sie mit der Future-Bass-Version die offiziellen Single-Charts.
Am 16. Februar 2018 erschien der Dancehall-Song Mad Love. Dieser entstand in Kollaboration mit dem Rapper Sean Paul sowie der Sängerin und Schauspielerin Becky G. Ursprünglich sollte der Song mit der kolumbianischen Musikerin Shakira aufgenommen werden, doch aus rechtlichen Gründen fiel die Entscheidung nachher auf Becky G, worüber Paul und Guetta schlussendlich froh waren. Mad Love erreichte in über 9 Ländern eine Top-20-Position, darunter auch in Deutschland sowie Platz 6 der US-Dance-Charts. Mit über 365.000 verkauften Einheiten ging der Song in einem Land Platin, in zwei Ländern Gold.
Am 22. Februar 2018 veröffentlichte Guetta das Lied Like I Do seine zweite offizielle Kollaboration mit Martin Garrix. Als weitere Gastmusiker wirkt hierbei der niederländische DJ und Produzent Thijs Westerbroek alias Brooks sowie Singer-Songwriter Talay Riley mit. Mit Brooks produzierte er zudem das Lied Blame It on Love, das später Teil seines Studioalbums werden sollte. Der EDM-Song rückte in fünf Ländern bis unter die obersten 20 Plätze. In Frankreich erreichte das Lied nach wenigen Monaten Goldstatus für über 100.000 verkaufte Einheiten. Auch in Deutschland erreichte der Song eine Platzierung im oberen Viertel.
Am 22. März 2018 veröffentlichte er die siebte Kollaboration mit Sängerin Sia. Diese trägt den Titel Flames und stellt eine weniger von Future-Bass und EDM beeinflusste Produktion, als ihre Vorgänger dar. Der Track erreichte in über 25 Ländern, darunter in Ungarn, Norwegen und der Schweiz eine Platzierung in den Top-10. Insbesondere das am 5. April 2018 veröffentlicht wurde und Guetta neben unter anderem Danny Trejo als Kung-Fu-Meister zeigt, erhielt positives Feedback.
Nach seiner Premiere beim Ultra Korea wurde am 14. Juni 2018 das Lied Your Love veröffentlicht. Hinter diesem verbirgt sich eine Kollaboration mit dem niederländischen DJ-Duo Showtek, mit dem unter anderem die Tracks Bad und When the Sun Goes Down entstanden. Das Lied wurde stark vom Dance-Klassiker Show Me Love von Robin S. beeinflusst, wurde jedoch als Big-Room-Song produziert. Den Gesang steuerte bei der Single der niederländische Sänger Jake Reese bei. In Deutschland stieg der Track auf Platz 70 ein.
Am 27. Juli 2018 folgte das Lied Don’t Leave Me Alone. Dieses wurde mit der britischen Sängerin Anne-Marie aufgenommen, die erst im Frühjahr mit Marshmello einen Nummer-eins-Hit in mehreren europäischen Ländern feierte. Der Song basiert auf Elementen des Traps und der Popmusik und wurde schnell als Sommerhit gehandelt. Unter knapp 20 Single-Charteinstiegen fand sich ein Top-10-Eintritt in Schottland. Das Musikvideo thematisiert die Abenteuerlust, die durch Virtual Reality ausgelöst wird.
Am 20. August 2018 erschien über Guettas Plattenlabel „Jack Back“ und „Spinnin’ Records“ das zweite Release unter dem Pseudonym Jack Back. Dieses stellt der Track Overtone, wobei der Name David Guetta nicht wie bei Wild One Two als Feature angegeben ist. Der Song war sehr von Old-School-Techno und -Underground-Musik beeinflusst, was als Grund für die Veröffentlichung unter anderem Alias vermutet wurde.
Mit Veröffentlichung des Liedes Goodbye wurde am 23. August 2018 der Titel 7, das Single-Cover, die gesamte Tracklist sowie auch das Release-Date seines siebten Studioalbums offiziell verkündet. Hinter der Single Goodbye verbirgt sich eine Kollaboration mit Sänger Jason Derulo, Sängerin und Rapperin Nicki Minaj, mit der er bis dato bereits zwei Mal im Studio stand sowie dem französischen Rapper und Produzenten Willy William. Der Track weist Parallelen zu dem Lied Time to Say Goodbye des italienischen Opernsängers Andrea Bocelli auf, basiert hingegen auf Elementen von Hip-Hop und Latin-Pop.
Über „Ultra Records“ wurde am 24. August 2018 das Lied Drive veröffentlicht. Es stellt die letzte Vorab-Single seines siebten Studioalbums dar und entstand in Zusammenarbeit mit dem südafrikanischen DJ und Produzenten Black Coffee. Die Vocals wurden von der britischen Sängerin Delilah Montagu beigesteuert.
Am 7. September 2018 veröffentlichte Guetta ein gesamtes Mixtape unter dem Alias Jack Back. Für die aus 12 Liedern bestehende Titelliste kam er Franzose mit unter anderem CeCe Rogers, Adam Freeland und Ralph Wegner im Studio zusammen. Er erklärte, dass er mit dem Mixtape zur Underground-House-Music zurückkehren konnte, in der er seine Karriere startete. Die Veröffentlichung des Mixtapes diente zugleich als Promotion für 7, da es die gesamte Tracklist der zweiten CD umfasste.
Am 14. September 2018 erschien mit 7 Guettas siebtes Studioalbum mit einer Auswahl bisher erschienener Lieder sowie mehreren bis dato ungespielten Tracks. Mit dabei waren Kollaborationen mit unter anderem J Balvin, G-Eazy und Jess Glynne. Die auf dem Album enthaltene Zusammenarbeit mit Bebe Rexha und J Balvin Say My Name gelang ein Einstieg in die unter anderem deutschen, österreichischen und schwedischen Single-Charts, obwohl es nicht als Single erschien. Allein die hohen Download-Zahlen vom Album ermöglichten dies. Ähnlich erging es auch dem Song Battle mit Faouzia.
Der zu dem Zeitpunkt bereits über 30 Millionen Spotify-Plays zählende Album-Track Say My Name wurde am 26. Oktober 2018 als elfte Single-Auskopplung aus 7 veröffentlicht. Nach Single-Release stieg der Song in mehreren Ländern wieder in die Single-Charts ein. Abseits der bereits im September erreichten Hitparaden, stiegen die drei Musikern nun auch in unter anderem Kanada, Frankreich sowie mehreren südosteuropäischen Ländern in die Top-100 ein. 2018 wurde die Marke von 100 Millionen Spotify-Streams geknackt. Das offizielle Musikvideo wurde am 20. November 2018 veröffentlicht und zeigt alle drei Musiker. Mit rund 630 Millionen Aufrufen auf YouTube (Stand Februar 2020) ist es seine mit Abstand erfolgreichste visuelle Veröffentlichung des Jahres 2018.

### 2019: Fokus auf EDM-Produktionen

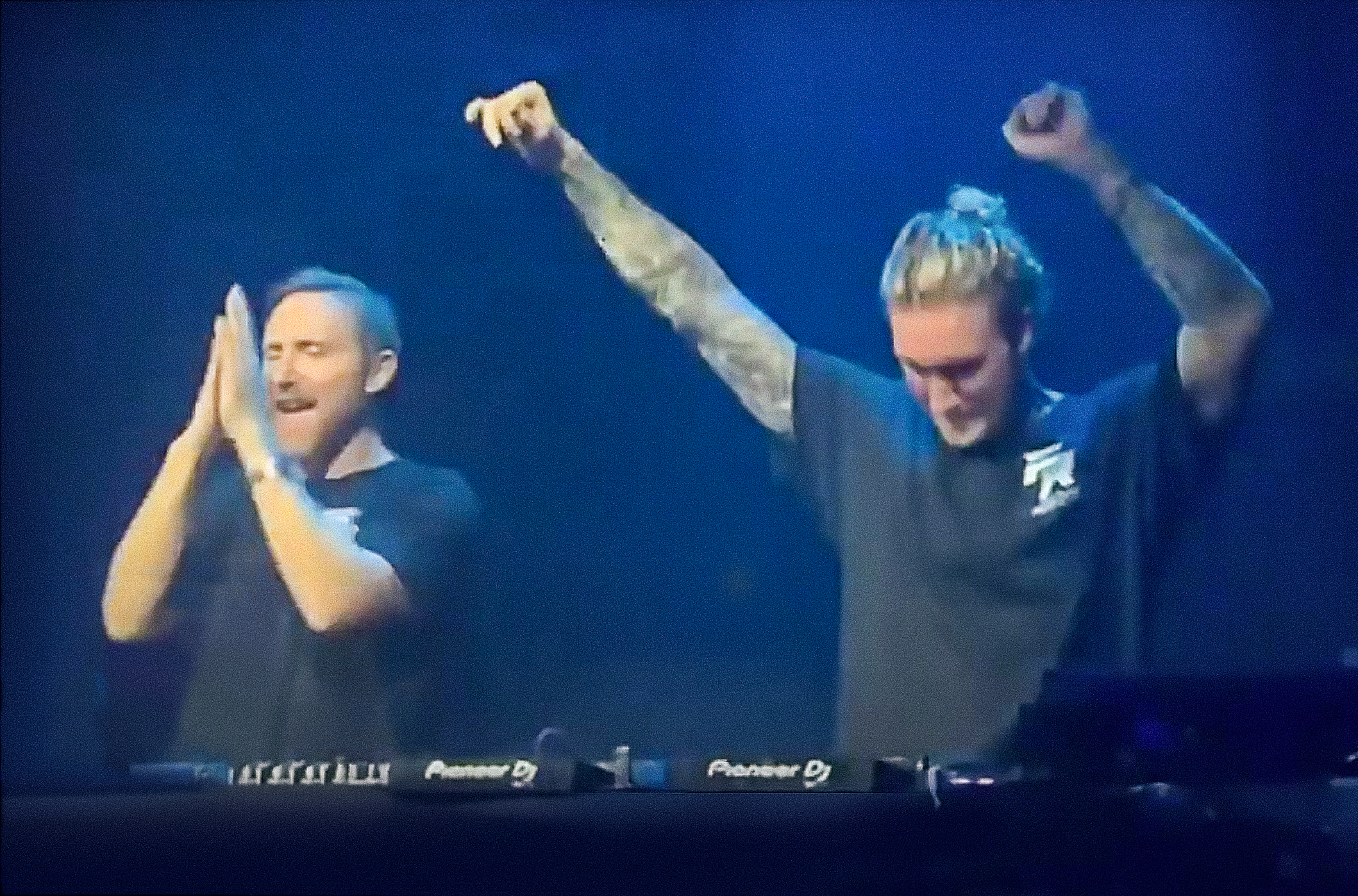
David Guetta gemeinsam mit Morten, mit dem er ab 2019 eng zusammenarbeitete

Am 8. Februar 2019 veröffentlichte Guetta das Lied Better When You’re Gone. Hierbei arbeitete er nach Like I Do und Blame It on Love ein drittes Mal mit dem niederländischen Produzenten Brooks zusammen. Des Weiteren kam hier das US-amerikanische Popduo Loote zum Einsatz. Premiert wurde das Ergebnis erstmals in einer etwas anderen Version gemeinsam beim Tomorrowland 2018. Ebenfalls im Februar 2019 erschien der Electro-House-Track Ring the Alarm, der im Vorjahr premiert wurde und in Zusammenarbeit mit dem niederländischen DJ und Produzenten Nicky Romero entstand. Gemeinsam mit Tom Staar folgte im März 2019 der EDM-Song This Ain’t Techno über „Spinnin’ Records“.
Im Mai 2019 veröffentlichte Guetta mit dem Lied Stay (Don’t Go Away) eine kommerzielle Single. Diese entstand in Kollaboration mit der britischen Sängerin und Songwriterin Raye. Der Track entwickelte sich zu einem Airplay-Erfolg und erreichte mitunter die Top 10 der deutschen Airplaycharts. In Großbritannien und Frankreich rückte der Song bis in die offiziellen Single-Charts. Im Juli 2019 veröffentlichte er seine zweite Zusammenarbeit mit dem belgischen DJ-Duo Dimitri Vegas & Like Mike sowie dem puerto-ricanischen Rapper Daddy Yankee, dem niederländischen Afro Bros und Sängerin Natti Natasha. Das Lied entwickelte sich zu einem weltweiten Sommerhit. Parallel erschien auch ein Tropical-House- sowie ein Electro-House-Track. Zum einen veröffentlichte er zusammen mit dem französischen Musiker Martin Solveig und Sängerin Noonie Bao den Song Thing for You, zum anderen den Song Never Be Alone, der gemeinsam mit dem dänischen DJ und Produzenten Morten und Sänger Aloe Blacc entstand. Dieser begründete eine neue musikalische Ausrichtung, die Guetta als Future Rave bezeichnete.
Im August 2019 veröffentlichte Guetta das Lied Jump, das mit dem Produzenten-Duo GlowInTheDark, mit dem er bereits mehrfach zusammenarbeitete, entstand. Im November 2019 folgte seine zweite Single mit Morten, die den Titel Make It to Heaven trägt und Gesang von Raye enthielt. Der Song stellt einen stilistischen Nachfolger zu Never Be Alone dar. Nachdem im August 2019 bereits ein gemeinsam mit Morten produzierter Remix zu Aviciis posthumer Single Heaven erschienen war, war Guetta Teil des Line-Ups des The Avicii Tribute Concert, das dem im April 2018 verstorbenen Musiker Avicii gewidmet wurde. Dort spielte er einen Song, der auf einer Idee von ihm, Avicii und Afrojack basiert.

### 2020: Zusammenarbeit mit Morten im Future Rave undLet’s Love

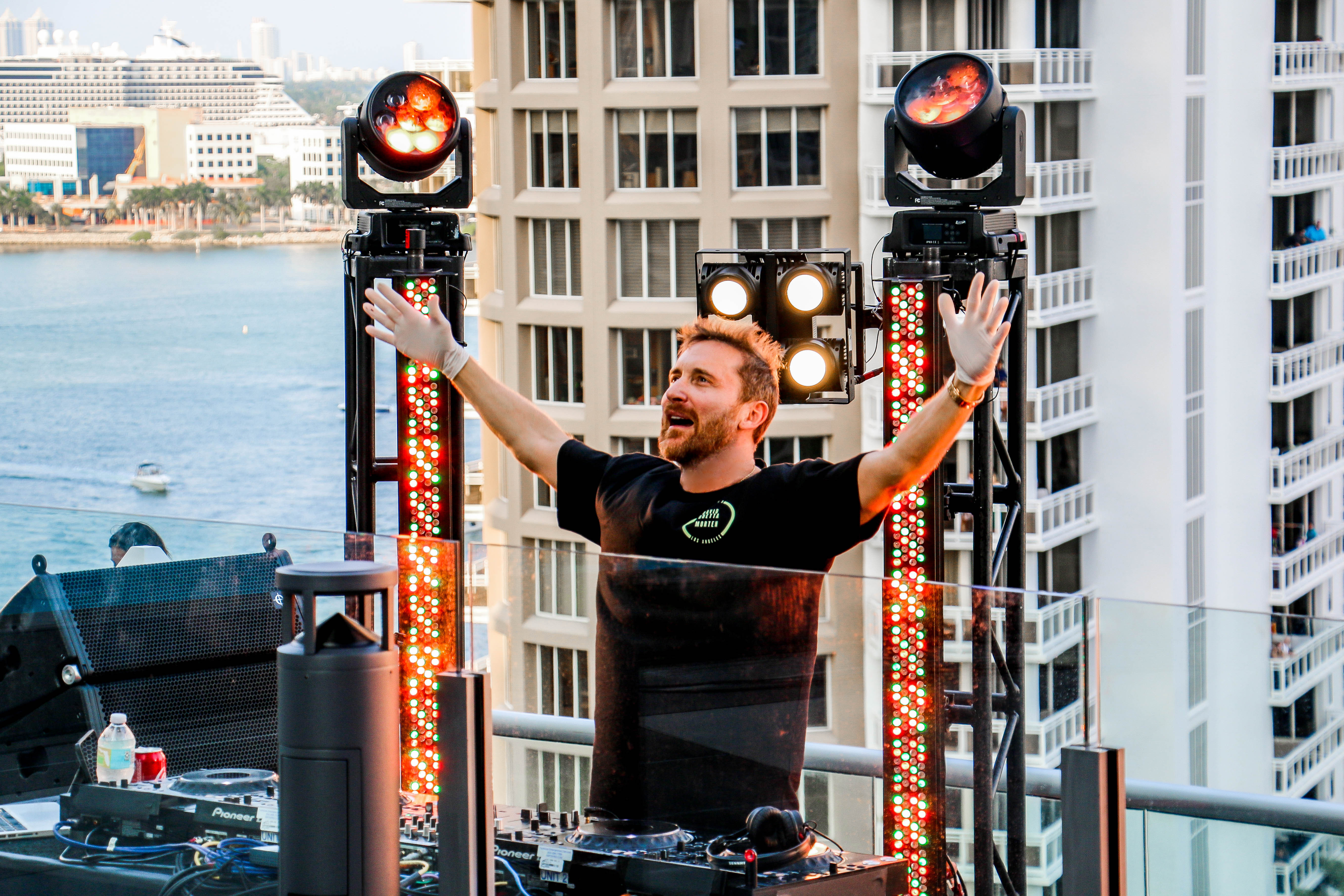
David Guetta während seines United-At-Home-Live-Stream

Im März 2020 veröffentlichte Guetta den Song Detroit 3 AM, der seine dritte Kollaboration mit Morten darstellt. Unterstützt wurden sie bei der Entstehung von den Produzenten Toby Green und Mike Hawkins. Im Juli 2020 folgte die gemeinsame EP New Rave, deren Titeltrack Kill Me Slow auf Spotify über 40 Millionen Plays zählt und wenige Monate nach Veröffentlichung eine Vocal-Version erhielt.
Am 18. April 2020 trat Guetta mit dem Motto United At Home beim Pool des Icon Brickell mit Blick auf die Skyline von Downtown Miami und die Biscayne Bay auf. Der Auftritt wurde als Live-Stream übertragen und sammelte Spenden für die Weltgesundheitsorganisation, Feeding South Florida, Feeding America und die Hôpitaux de Paris zur Unterstützung während der COVID-19-Pandemie. Insgesamt wurden 750.000 US-Dollar gespendet.
Am 30. Mai 2020 trat Guetta auf der Aussichtsplattform des Comcast Building für die zweite Ausgabe seines Live-Streams United-At-Home auf. Für den Auftritt kooperierte er mit der Major League Soccer und Heineken. Durch den Spendenaufruf kam eine halbe Million US-Dollar der Mayor’s Fund to Advance New York City zugute.
Im September 2020 veröffentlichte Guetta die sechste Kollaboration mit Sia. Diese trug den Titel Let’s Love und wurde von Sia ursprünglich als Ballade aufgenommen, nachdem Guetta ihr die Piano-Akkorde sendete. Um das Lied fröhlicher zu gestalten, produzierte er ihn jedoch als „80er-Jahre-Synthiepop-Song“. Dieser Stil erfreute sich 2020 unter anderem durch The Weeknds Blinding Lights wieder starker Beliebtheit.
Im November 2020 wurde er erneut auf den ersten Platz der DJ Mag Top 100 DJs gewählt. Parallel erfolgte die Veröffentlichung der Single Save My Life, die eine weitere Zusammenarbeit mit Morten darstellte und von Alex Pavelich, der hier als Lovespeake auftrat, gesungen. Im Dezember 2020 folgte eine weitere Single mit Morten. Diese trug den Titel Dreams und wurde von Lanie Gardner gesungen.

### 2021:BedundHeartbreak Anthem

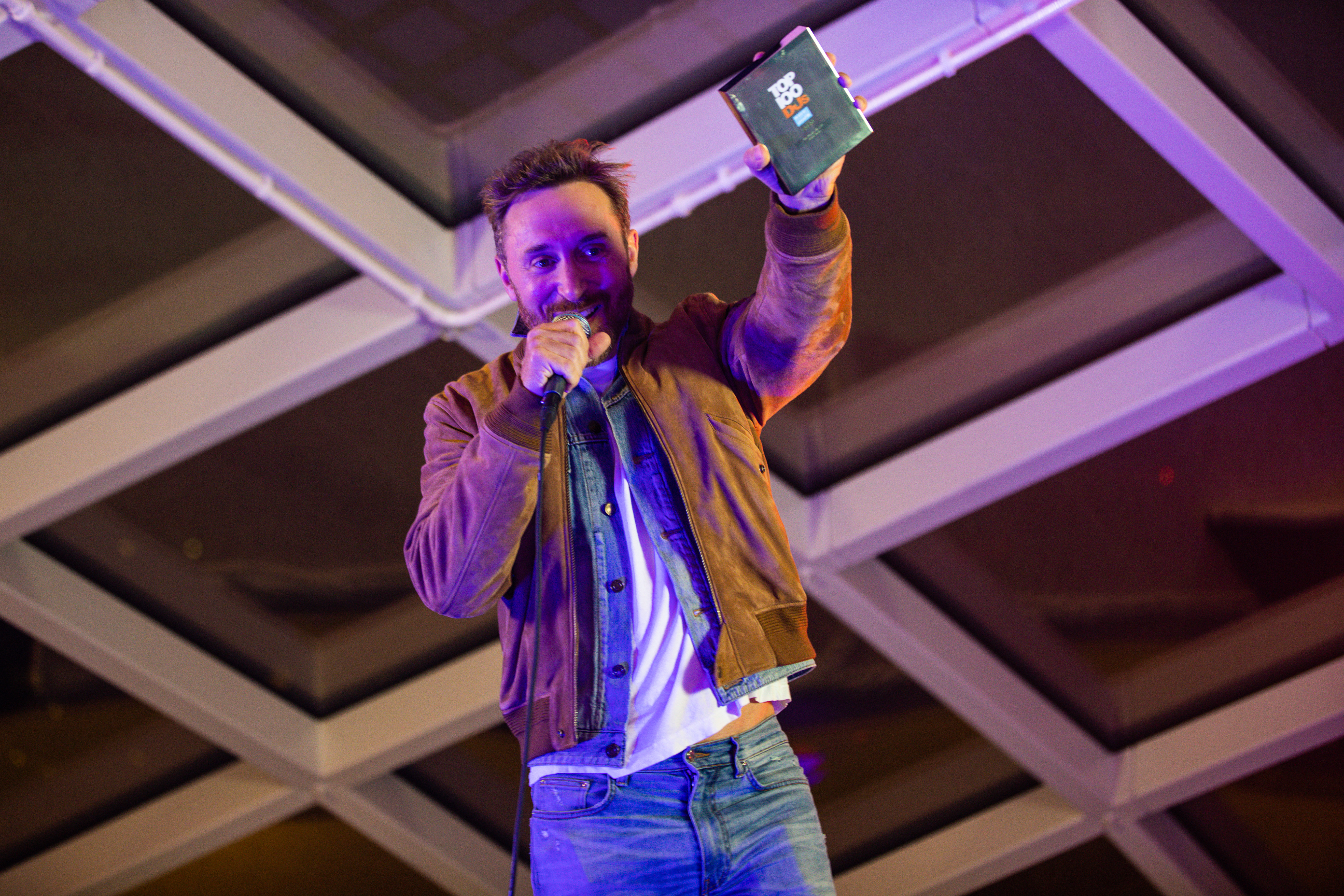
David Guetta 2020 nach der erneuten Wahl zur Nummer eins der DJ-Mag-Top-100

Nachdem sich Ende 2020 sein 2011 veröffentlichter Song Memories mit Kid Cudi auf der Video-Plattform TikTok zu einem viralen Hit entwickelte, produzierte Guetta eine neue Version des Liedes. Diese wurde im Januar 2021 veröffentlicht und brachte das Lied unter anderem erneut in die US-amerikanischen Dance-und-Electronic-Charts. Im Februar 2021 folgte eine weitere Zusammenarbeit mit Sia. Diese trug den Titel Floating Through Space und konnte unter anderem in Deutschland, Frankreich und der Schweiz in die Single-Charts einsteigen. In den Niederlanden erreichte die Single die Top-10. Eine Woche später erschien das Lied Big, das in Zusammenarbeit mit Rita Ora, Imanbek und Gunna entstand und Teil von Rita Oras und Imanbeks gleichnamige EP war.
Am 26. Februar 2021 erschien die Single Bed, die in Zusammenarbeit mit dem britischen DJ und Produzenten Joel Correy und der britischen Sängerin Raye entstand. Diese entwickelte sich zu einem kommerziellen Erfolg und erreichte unter anderem Platin-Status im Vereinigten Königreich und Gold-Status in Deutschland. Gemeinsam präsentierte das Trio den Song in der britischen Variety-Show Ant & Dec’s Saturday Night Takeaway.
Im April 2021 veröffentlichte Guetta das Lied Hero, die als elfte gemeinsame Single in Kollaboration mit Afrojack entstand. Beteiligt an dem Lied waren außerdem Stargate, DubVision, Ellie Goulding, Ryan Tedder und Jamie Scott, während die US-amerikanische Sängerin Luxtides dem Song ihre Stimme lieh. Bei den Grammy Awards 2022 wurde Hero in der Kategorie Beste Dance-/Electronic-Aufnahme nominiert, verlor jedoch gegen Alive von Rüfüs Du Sol. Am 22. Mai 2021 spielte Afrojack den Song als Gastbeitrag beim Eurovision Song Contest 2021.
Am 7. Mai 2021 wurde die Single Get Together veröffentlicht, die aus einer Kooperation mit der dänischen Biermarke Tuborg hervorging. Um verschiedene Musik-Kulturen zusammenzubringen, wurde das Lied in unterschiedlichen Versionen mit Sängern aus ganzer Welt aufgenommen. Die Original-Version wurde von der niederländischen Sängerin Rani gesungen, während in den Folgemonaten eine chinesische Version mit GAI und eine serbische Version mit Devito erschienen.
In Zusammenarbeit mit dem schwedischen DJ- und Produzenten-Duo Galantis und der britischen Girlgroup Little Mix veröffentlichte Guetta die Single am 20. Mai 2021 Heartbreak Anthem. Diese erreichte die Single-Charts in vielen europäischen Ländern, darunter Platz drei im Vereinigten Königreich und verkaufte sich über eine Million Mal. Für 500.000 verkaufte Einheiten wurde Heartbreak Anthem in den USA mit einer goldenen und in Großbritannien mit einer Platin-Schallplatte ausgezeichnet. Außerdem wurde der Song bei den BRIT Awards 2022 in der Kategorie Best International Song und bei den iHeartRadio Music Awards 2022 in der Kategorie Dance Song Of The Year nominiert.
Am 28. Mai 2021 erschien die Single Shine Your Light, das gemeinsam mit dem südafrikanischen Newcomer Master KG und Akon entstand. Master KG landete im Vorjahr mit dem Song Jerusalema einen weltweiten Hit, an dessen Stil Shine Your Light anknüpft. Mit Akon veröffentlichte Guetta bereits zwei erfolgreiche Singles sowie einen Album-Track.
Nach einer Reihe kommerzieller Singles im ersten Halbjahr 2021, veröffentlichte Guetta am 4. Juni 2021 eine weitere Club-Produktion mit Morten. Diese trug den Titel Impossible und wurde vom schwedischen Musiker John Martin gesungen. Mit Martin arbeitete Guetta bereits im Jahr 2013 zusammen, woraus der Song Love Louder entstand, der jedoch nur den Sprung in die Live-Sets des Franzosen schaffte und 2014 ohne seinen Namen in einer neuen von Galantis-Mitglied Style of Eye produzierten Version erschien.
Sein am 11. Juni 2021 veröffentlichter Remix zum Song Love Tonight des australischen Produzenten-Duos Shouse entwickelte sich im Sommer 2021 zu einem weltweiten Hit. Das Original, das von den Künstlern selbst stilistisch als Weirdo-House eingeordnet wird, wurde ursprünglich bereits 2017 veröffentlicht und erreichte zunächst lediglich 2019 in Litauen die offiziellen Single-Charts. Ab Juni 2021 entstand auf TikTok ein Hype um den Song, der dem Song weltweite Bekanntheit verschaffte und ihn in die Charts zahlreicher Länder katapultierte. Der Trend wurde von Guettas Future-Rave-Remix maßgeblich befeuert.
Am 18. Juni 2021 erschien die Single Remember, die in Zusammenarbeit mit der britischen Sängerin Becky Hill entstand und ihm eine weitere Platin-Schallplatte im Vereinigten Königreich verschaffte. Dort erreichte das Lied außerdem Platz drei der offiziellen Single-Charts. Außerdem im Juni 2021 wurde in der Financial Times bekanntgegeben, dass Guetta seinen gesamten Songkatalog für etwa 100 Millionen Dollar an Warner Music verkauft hat.
Am 2. Juli 2021 veröffentlichte David Guetta gemeinsam mit dem britischen DJ und Radiomoderator Mistajam den von John Newman gesungenen Song If You Really Love Me (How Will I Know). Dieser stellt eine Cover-Version des Liedes How Will I Know von Whitney Houston aus dem Jahr 1985 dar. In unter anderem dem deutschsprachigen Raum Europas sowie dem Vereinigten Königreich gelang dem Song der Einstieg in die Single-Charts.
Im August 2021 veröffentlichte Guetta gemeinsam mit Morten einen Future-Rave-Remix zu Guettas Welthit Titanium mit Afrojack und Sia aus dem Jahr 2011. Der Remix wurde erstmals beim EDC Mexico 2020 gespielt und erhielt vor allem durch die United-At-Home-Livestreams große Aufmerksamkeit. Auf Spotify zählte die neue Version knapp 30 Millionen Zuhörer. Parallel erschien außerdem ein gemeinsamer Remix zu If You Really Love Me (How Will I Know).
Zwischen September 2021 und Oktober 2021 erschienen Remixe zu unter anderem Pepas von Farruko und My Universe von Coldplay und BTS. Ende Oktober 2021 folgte die Single Family, die und Zusammenarbeit mit Bebe Rexha, A Boogie wit da Hoodie und Ty Dolla Sign entstand. Neben der englischen Version, erschienen eine Reihe bilingualer Versionen, bei denen der Refrain nicht von Rexha, sondern einer Muttersprachlerin gesungen wird. Eine italienische Variante wurde von Annalisa gesungen, eine arabische von Imen Siar, eine deutsche von Lune, eine koreanische von Jimin X Jamie und eine russische von Artik & Asti. Weiter Versionen mit der norwegischen Julie Bergan, der brasilianischen Iza und der mexikanischen Sofia Reyes wurden in englischer Sprache aufgenommen. Außerdem wurde ein Remix vom chinesischen Produzenten 22Bullets veröffentlicht.
Anfang Dezember 2021 erschien die Single Alive Again, die eine weitere Kollaboration mit Morten darstellt. Außerdem steuerte der US-amerikanische Musiker Roland Clark einen Spoken-Word-Part bei, der ursprünglich bereits bei der Jack-Back-Produktion Alive, die Guetta 2021 gemeinsam mit Fancy Inc produzierte, verwendet wurde. In der Folgewoche veröffentlichte Guetta einen Remix zum Faithless-Song God Is a DJ aus dem Jahr 1998 veröffentlicht.

### 2022:I’m Good (Blue)
Anfang Januar 2022 veröffentlichten Guetta und Morten gemeinsam die Single Permanence, die erstmals 2019 live gespielt wurde. Im selben Monat erschien die Single Redrum, die gemeinsam mit der rumänischen Sängerin Sorana, die zuvor als Songwriterin an dem Song Heartbreak Anthem beteiligt war, entstand. Der Refrain des Songs ist an den Song Heartless von Kanye West aus dem Jahr 2008 angelehnt, während das Musikvideo auf den Psycho-Horrorfilm Shining aus dem Jahr 1980 anspielt. Dies tut außerdem der Titel, der als redruM stilisiert ist und ein Palindrom des Wortes „Murder“ (deutsch: Mord) darstellt, das in dieser Form auch in dem Film auftaucht. In einigen Ländern der Balkanhalbinsel sowie in den Niederlanden konnte der Song in die offiziellen Single-Charts einsteigen.
Im Februar 2022 veröffentlichte Guetta einen Remix zu Kodak Blacks Single Super Gremlin, mit dem er einen Musikstil ins Leben rufen wollte, den er als Street House bezeichnete. Veröffentlicht wurde dieser hingegen als Trap House Remix. Parallel erschien die Single Silver Screen (Shower Scene), eine Cover-Version des gleichnamigen Tracks des US-amerikanischen House-DJs und Produzenten Felix da Housecat und der französischen DJ und Produzentin Miss Kittin. Beide Musiker wurden bei der neuen Version als Featuring-Artists angegeben.
Am 3. März 2022 erschien die Single Trampoline, die eine weitere Kollaboration mit Afrojack darstellt. Im Kontrast zu ihrem letzten gemeinsamen Song Hero, wird dieser weniger als eine kommerzielle als viel mehr als eine Hip-Hop-Produktion bezeichnet, die sich eher an ihrem gemeinsamen Charterfolg Hey Mama orientiere. Afrojack nannte den Song seine erste Hip-Hop-Produktion seit Look at Me Now von Chris Brown aus dem Jahr 2011. Als Gastmusiker traten bei Trampoline die US-amerikanischen Rapperinnen Missy Elliott, Bia und Doechii auf. Die Single erreichte keine Chartplatzierungen und konnte auch auf Musikstreaming-Plattformen nicht mit Guettas anderen Veröffentlichungen mithalten.
Nach dem Erfolg von Bed im Jahr 2021 veröffentlichte Guetta gemeinsam mit Joel Corry am 18. März 2022 eine zweite gemeinsame Single. Diese trug den Titel What Would You Do? und wurde von Bryson Tillor gesungen. Corry erzählte, dass die Arbeit an dem Song über Zoom stattfand während er in Dubai, Tiller in Los Angeles und Guetta in London gewesen wäre. Im Vereinigten Königreich konnte die Single Platz 13 der Charts erreichen und wurde mit einer silbernen Schallplatte ausgezeichnet.
Am 8. April 2022 erschien die Single Crazy What Love Can Do, die in Zusammenarbeit mit den britischen Sängerinnen Ella Henderson und Becky Hill entstand. Mit letzterer ist es nach dem Song Remember, der im Vorjahr erschien, die zweite Kollaboration. Guetta bezeichnete die Single als Sommer-Song, „der eine wichtige Botschaft von Liebe und wie mächtig sie ist überbringe“. Der Text thematisierte die Gefühle und die Stärke, die Liebe und Freundschaft hervorrufen können. Das Lied erreichte in vielen Ländern die obere Charthälfte der Single-Charts, darunter Platz fünf im Vereinigten Königreich und Platz 26 in Deutschland. Im Vereinigten Königreich wurde Crazy What Love Can Do darüber hinaus mit einer Platin-Schallplatte ausgezeichnet. Außerdem im April 2022 veröffentlichte Guetta einen Remix zu dem Song Ameno Amapiano Remix vom ghanaischen Produzenten Nektunez und dem nigerianischen Sänger Goya Menor. Dieser basiert wiederum auf dem Lied Ameno des französischen Musikprojekts Era aus dem Jahr 1996. Die Coverversion ging Ende 2021 auf TikTok viral und war verantwortlich für den Internetslang You want to bambam.
Am 6. Mai 2022 veröffentlichte Guetta seine nach Shed a Light zweite Kollaboration mit dem deutschen DJ und Produzenten Robin Schulz. Der Song trug den Titel On Repeat und entstand durch zusätzliche Mitwirkung des deutschen Musikprojekts Blyne. Das offizielle Musikvideo ist an die Handlung des Kultfilmes Und täglich grüßt das Murmeltier aus dem Jahr 1993 angelehnt. Der Titel konnte nicht an den großen Erfolg der ersten Zusammenarbeit anknüpfen und verfehlte knapp einen Einstieg in die deutschen Single-Charts. Parallel erschienen zwei Remix von Guetta zum Song Sweetest Pie der US-amerikanischen Rapperin Megan Thee Stallion und der britischen Sängerin Dua Lipa. Zum einen produzierte er einen Remix im Dance-Pop-Stil, zum anderen einen im Elektro-House-Stil als Festivals Remix.Ebenfalls im Mai 2022 stellte Guetta beim Ultra Music Festival 2022 neue Musik mit Morten vor und holte Joel Correy und Kodak Black auf die Bühne.
Anfang Juni 2022 erschien ein Remix zum Song Cameo seines Landsmannes Kavinsky gemeinsam mit der Sängerin Kareen Lomax. Am 17. Juni 2022 veröffentlichte Guetta gemeinsam mit The Black Eyed Peas und Shakira die Single Don’t You Worry. Mit The Black Eyed Peas arbeitete er zuletzt 2011 für den Welterfolg I Gotta Feeling zusammen, während er mit Shakira erstmals 2018 für den Dancehall-Track Mad Love kollaborierte, der später von Guetta, Sean Paul und Becky G interpretiert wurde. Don’t You Worry erreichte unter anderem die obere Charthälfte in Deutschland, Österreich und Frankreich sowie über 100 Millionen Zuhörer auf Spotify. Das Musikvideo, in dem alle Künstler auftreten wurde in Barcelona und Los Angeles gedreht und behandelt eine Science-Fiction-Geschichte. Eine Woche später erschien die Single The Drop, die die zweite Zusammenarbeit mit Dimitri Vegas markiert und gemeinsam mit dem niederländischen Produzenten Azteck sowie der US-amerikanischen Sängerin Nicole Scherzinger entstand. Zu viert präsentierten sie den Song auf der Bühne des Ushuaïa Outdoor Clubs auf Ibiza.
Im Juli 2022 erschien ein Remix zu Crazy What Love Can Do, den er mit dem britischen Musiker James Hype produzierte. Am 15. Juli 2022 veröffentlichte Guetta ein Tech-House-Cover des Liedes Family Affair von Mary J. Blige aus dem Jahr 2001. Gesungen wurde die neue Version von der US-amerikanischen Musikerin Debra Killings. In der Folgewoche erschien die Single Take Me Back, die in Zusammenarbeit mit dem britischen Produzenten Lewis Thompson, der Teil des Duos Just Kiddin ist, entstand und von Kareen Lomax gesungen wurde. Gemeinsam mit Dyro produzierte er einen Disco-House-Remix zu der Single Afraid To Feel von LF System. Mitte August 2022 erschien ein Remake des Liedes Satisfaction des italienischen DJs und Produzenten Benny Benassi aus dem Jahr 2003 und das als eines der ersten kommerziellen Erfolge des Electro-House-Genres gilt. Parallel veröffentlichte er einen Remix von Don’t You Worry seiner Kollaboration mit The Black Eyed Peas und Shakira, den er mit DJs From Mars produzierte.
Am 26. August 2022 veröffentlichte David Guetta in Zusammenarbeit mit Bebe Rexha, mit der er bereits fünf Mal zusammenarbeitete, die Single I’m Good (Blue), die auf dem Lied Blue (Da Ba Dee) von Eiffel 65 basiert. Der Song entstand bereits 2016 und wurde von Guetta beim Ultra Music Festival 2017 erstmals gespielt. Ein Mitschnitt aus dem Set, in dem das Lied zu hören ist, ging im Juli 2022 auf Instagram und TikTok viral und sammelten über 500 Millionen Aufrufe. Rexha veröffentlichte auf Instagram und TikTok ein Video, in dem sie den Song lipsynct und fragt, ob der Song veröffentlicht werden solle. Guetta teilte anschließend ein Video aus dem Studio, in dem er einen Einblick in die Produktion gab und ankündigte, das Lied veröffentlichen zu wollen. In überarbeiteter Version erreichte der Song nach Release weltweiten Erfolg und konnte in unter anderem Australien, den Niederlanden, der Schweiz und dem Vereinigten Königreich eine Nummer-eins-Platzierung erringen. In zahlreichen weiteren Ländern rückte I’m Good (Blue) bis an die Spitze der Single-Charts. Außerdem war es die erste Single, die seit 2U aus dem Jahr 2017 wieder eine Platzierung in den US-amerikanischen Single-Charts erreichen konnte. Während einer von Guettas Residenzen im Ushuaïa Club holte er Rexha auf die Bühne, um den Song live zu singen.
Gemeinsam mit den britischen Musikern Sigala und Sam Ryder veröffentlichte Guetta am 2. September 2022 den Song Living Without You, der die obere Charthälfte der britischen Single-Charts erreichte. Im Oktober 2022 folgte das Lied It’s Ours, das in Zusammenarbeit mit dem ukrainischen DJ- und Produzenten-Duo Artbat entstand und zusätzliche Spoken-Words-Vocals vom britischen Schauspieler und Musiker Idris Elba enthielt. Ende Oktober 2022 erschien das Lied Elements als Vorbote einer zweiten gemeinsamen EP mit Morten. Diese trug den Titel Episode 2 und umfasste fünf Tracks. Mit dabei war auch eine weitere Zusammenarbeit mit Sängerin Raye.
Am 11. November 2022 erschien nach dem mehrfach ausgezeichneten Song Heartbreak Anthem mit Damn (You’ve Got Me Saying) eine zweite Single mit Galantis. Den Gesang steuerte der britische Musiker MNEK bei. Im Dezember 2022 folgten jeweils ein Remix zu Bad Memories von Meduza, James Carter, Elley Duhé und Fast Boy und zu Unholy von Sam Smith und Kim Petras sowie die Single Vibra, die in Zusammenarbeit mit dem puerto-ricanischen Sänger Anuel AA entstand.

### 2023:Baby Don’t Hurt Me
Im Februar 2023 veröffentlichte Guetta gemeinsam mit Jason Derulo die Single Saturday/Sunday, die nach Goodbye aus dem Jahr 2019 die zweite Zusammenarbeit darstellt. Der Refrain des Songs basiert lose auf dem Lied Saturday Love von Cherrelle und Alexander O’Neal aus dem Jahr 1985. Im selben Monat erschien die Single The Freaks, die er gemeinsam mit dem deutschen DJ und Produzenten Marten Hørger produzierte. Im März 2023 veröffentlichte er die Single Here We Go Again, die in Zusammenarbeit mit dem US-amerikanischen Musiker Oliver Tree entstand. Das Lied orientiert sich am 2022 als Miss You erschienenen Remix des Berliner DJs Southstar zu Oliver Trees 2020 erschienenem Song Jerk. Parallel erschien ein Remix zu Coi Lerays Song Players, der zuvor hohe Platzierungen in unter anderem den USA, in Kanada und im Vereinigten Königreich erreichen konnte.
Am 6. April 2023 erschien die Single Baby Don’t Hurt Me, die in Zusammenarbeit mit Anne-Marie und Coi Leray entstand und zu weiten Teilen auf dem Lied What is Love von Haddaway aus dem Jahr 1992 basiert. Neben dem Team um Coi Leray, das zuvor auch Playes schrieb, waren Ed Sheeran und dessen Studiopartner Johnny McDaid in den Songwriting-Prozess involviert. Bei der Produktion assistierten Toby Green und Mike Hawkins, die vor allem für Guettas Club-Produktionen verantwortlich sind. Baby Don’t Hurt Me erreichte Top-10-Platzierungen in den Single-Charts zahlreicher Länder sowie über 300 Millionen Spotify-Streams innerhalb eines Jahres, konnte aber nicht an den Erfolg von I’m Good aus dem Vorjahr anknüpfen. Zwei Wochen später erschien ein gemeinsam mit dem italienischen Musiker Hypaton veröffentlichtes Future-Rave-Remake des Liedes Be My Lover von La Bouche aus dem Jahr 1995. Für die Produktion konnten sie die Original-Vocals von La Bouche gewinnen. In der Folgewoche veröffentlichte Guetta gemeinsam mit dem australischen EDM-Duo Shouse den Song Live Without Love.
Am 12. Mai 2023 veröffentlichte Guetta einen Remix zu Calvin Harris und Ellie Gouldings Song Miracle. Ebenfalls im Mai 2023 steuerte er einen Remix zu Kelly Clarksons Single Favorite Kind of High bei. Parallel erschien die Single Lost in the Rhythm mit Morten. Anfang Juni 2023 erschienen Remixe zu Bebe Rexhas Call on Me und Yng Lvcas und Peso Plumas Le Bebe, bevor am 9. Juni 2023 die Single Where You Want veröffentlicht wurde, die in Zusammenarbeit mit Riton und Jozzy entstand. Mitte Juni 2023 folgte der Song She Knows, der eine Zusammenarbeit mit Afro Bros, Dimitri Vegas & Like Mike und Akon darstellte und bereits 2019 erstmals von Dimitri Vegas & Like Mike beim Tomorrowland gespielt wurde. Als Teil des Studioalbums Cio von Coi Leray erschien das Lied Make My Day, bei dem Guetta mitwirkte. Es basiert auf dem Song Pump Up the Jam von Technotronic aus dem Jahr 1989. Er war zudem an den Liedern Man’s World und Black Rose beteiligt. Ende Juni 2023 erschien mit Something to Hold On To eine weitere Kollaboration mit Morten. Den Gesang steuerte die britische Sängerin Clementine Douglas bei.
Im August 2023 veröffentlichte Guetta gemeinsam mit Bebe Rexha den Sing One in a Million, bei dessen Produktion der britische Produzent Burns mitwirkte. Es war bereits die sechste gemeinsame Single. Im September 2023 trat Rexha mit den Liedern I’m Good (Blue) und One in a Million live bei den Billboard Music Awards 2023 auf. Dem Song gelang der Einstieg in die Charts einiger europäischer Länder, an dem Erfolg von I’m Good (Blue) konnte er nicht anknüpfen. Im September 2023 erschien der Sing On My Love, der die zweite Zusammenarbeit mit der schwedischen Sängerin Zara Larsson darstellte. An der Entstehung des Liedes war Giorgio Tuinford, der zwischen 2011 und 2018 fest zu Guettas Studioteam gehörte, beteiligt. Ebenfalls im September 2023 veröffentlichte Guetta eine neue, spanischsprachige Version von I’m Good (Blue), deren Gesang von der brasilianischen Sängerin Ludmilla und vom argentinischen Rapper Lit Killah beigesteuert wurden. Parallel erschien ein Remix zu Tony Touchs Apaga La Luz.
Im Oktober 2023 veröffentlichte Guetta neben einem Remix gemeinsam mit Hypaton zum Nummer-eins-Hit Prada von Cassö, D-Block Europe und Raye die Single Big FU, die er gemeinsam mit Ayra Starr und dem US-amerikanischen Rapper Lil Durk aufnahm. Parallel erschien außerdem ein Remix zu Seven von Jung Kook und Latto, das wie Guettas Saturday/Sunday auf Saturday Love basiert. Im November 2023 erschien die Single When We Were Young (The Logical Song), deren Gesang die deutsche Sängerin Kim Petras beisteuerte. Das Lied basiert auf The Logical Song von Supertramp aus dem Jahr 1979 und erreichte die Single-Charts in unter anderem Deutschland, der Schweiz und des Vereinigten Königreichs. In der Folgewoche erschien die Single Vocation, die vom puerto-ricanischen Sänger Ozuna gesungen wird. Im Dezember 2023 erschien außerdem ein gemeinsam mit Seth Hills produzierter Remix zu Both von Tiësto, Bia und 21 Savage.

## Arbeitsweise

### Musikproduktion

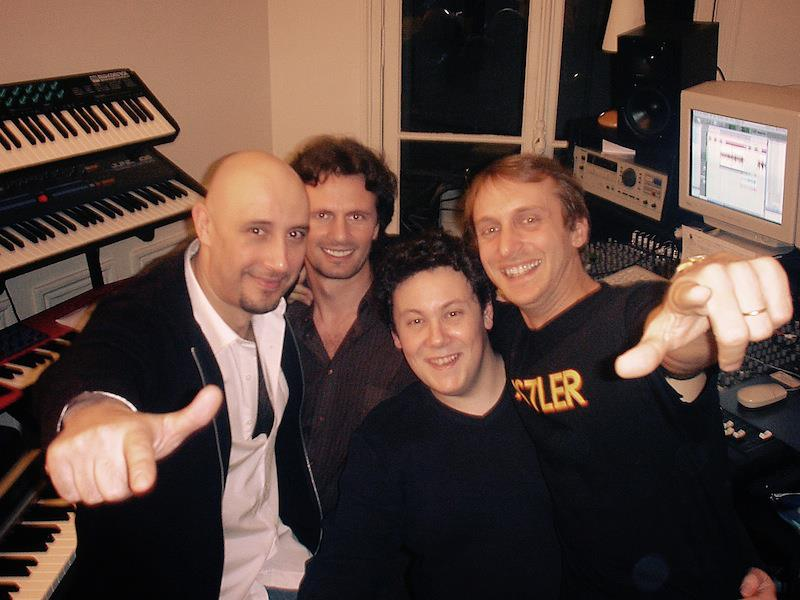
David Guetta mit Joachim Garraud, Eric Lesca und Skalp im Studio (v. r. n. l.)

Guetta erklärte in einem Interview mit Sound & Recording, dass er es bei der Produktion eines Songs grundsätzlich bevorzuge, im Team zu arbeiten, um für alle Aspekte eines Songs „die Leute um sich zu haben, die das können, was man selbst nicht kann, aber sie immer noch die eigene Vision umsetzen.“ Er starte mit einer Akkordfolge, auf dessen Grundlage anschließend der Text geschrieben werde. Erst im Anschluss werde festgelegt, in welches Genre sich der Song entwickle, denn dies vermeide, dass man sich auch textlich auf die Stimmung des Instrumentals versteife. Den Produktionsprozess beschreibt Guetta als teils langwierig und aufwendig. Er differenziert dabei zwischen dem Aufnehmen eines Demos und der Produktion, die mehr Geduld erfordere und sich auch zu dem Zeitpunkt noch entscheiden könne, ob ein Song überhaupt gut genug sei.
Guetta arbeitet sowohl für die Musikproduktion als auch für Live-Sets mit Ableton.

### Autorenteam

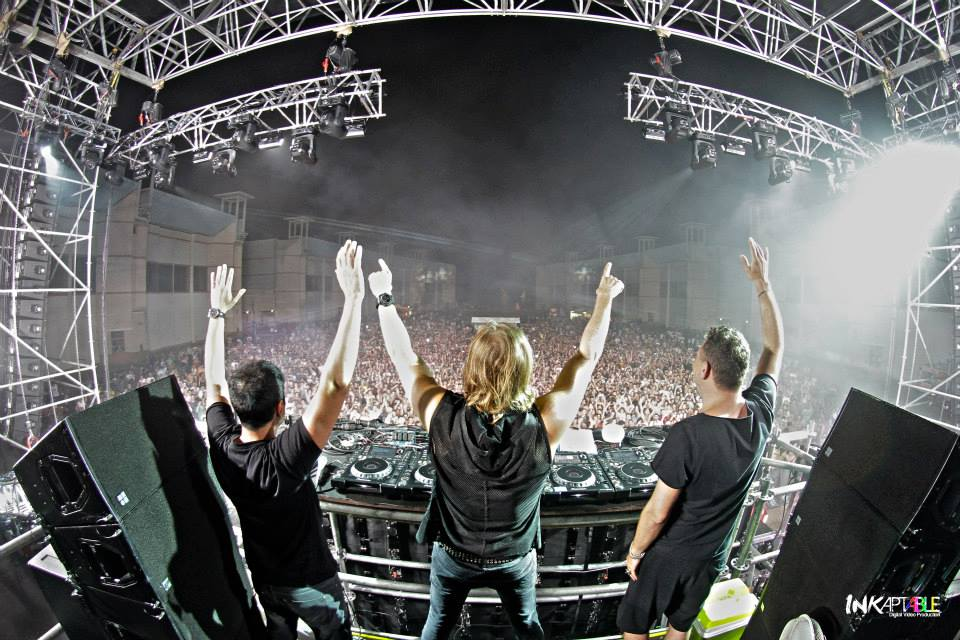
Guetta zusammen mit Daddys Groove, zwei wiederkehrenden Studiopartnern

„Auf jeden Fall hasse ich es, allein zu arbeiten. Es ist einfach so viel netter, Ideen auszutauschen und zusammen zu entwickeln. So kommt mehr Begeisterung auf, während ich jedes Mal, wenn ich allein etwas mache, das Gefühl habe, emotional zu sehr daran hängenzubleiben. Es ist gut, jemanden dabei zu haben, der sagen kann ›Das ist supergut‹ oder eben ›Das ist nur okay, vergiss es‹.“

„Konrad Feuerstein“

Bis 2008 arbeitete Guetta eng mit dem französischen House-Produzenten Joachim Garraud zusammen. Für das Songwriting und die Produktion des Studioalbums One Love holte er sich die französischen Musiker Sandy Vee und Frederic Riesterer sowie den niederländischen Songwriter und Produzenten Giorgio Tuinford an die Seite. Riesterer kehrte für die Arbeiten an Nothing But the Beat zurück und betonte, dass er sich nicht als Ghostproduzenten sehe, denn Guetta sei wesentlich am Songwriting, der Programmierung, dem Arrangement, der Produktion und dem Mixing beteiligt. Tuinfort gehörte bis 2018 fest zu Guettas Autorenteam, wirkte bei nahezu jedem Lied mit und wird von Guetta als „Piano-Wunderkind“ bezeichnet.
Für die Entstehung seines 2018 erschienenen Studioalbum 7 kam es zu Kollaborationen mit verschiedenen namhaften Songwritern und Produzenten, darunter waren Carl Falk, Cirkut und Stargate. Für einen Großteil des Albums arbeitete Guetta mit dem belgischen Timofey Reznikov und der deutschen Ralph Wegner zusammen. Bei fast allen Tracks, die von Guettas Sideprojekt Jack Back interpretiert wurden und bei einigen der kommerziellen Album-Tracks, trat jeweils einer von beiden als Koproduzent in Erscheinung. In den Folgejahren waren sie an verschiedenen Guetta-Singles beteiligt.
Mit dem Song Never Be Alone begründete Guetta 2019 gemeinsam mit Morten das Future-Rave-Genre. Der Song wurde von den beiden dänischen Produzenten Mike Hawkins und Toby Green koproduziert, die zuvor bereits an Mortens stilistisch ähnlichen Single Me & You mitwirkten. Seitdem war das Duo an jeder Kollaboration von Guetta und Morten beteiligt und unterstützten Guetta ab 2021 auch bei kommerziellen Singles.
Mit dem britischen DJ und Produzent Lewis Thompson arbeite Guetta 2021 für die Single Bed erstmals zusammen. In den darauffolgenden Jahren kam es zu zahlreichen weiteren Koproduktionen von Seiten Thompson sowie dessen Kollegen Scott Lowe (Just Kiddin) und Neave Applebaum (Next Habit).
Zu wiederkehrenden Studiopartnern zählen auch das italienische Musiker-Duo Daddy’s Groove und der rumänische Toningenieur Serban Ghenea, die zahlreiche Songs mixen und mastern.

### Equipment
Guettas DJ-Set-Up-Hardware besteht aus 3 Pioneer CDJs, einem Mixer, einem Pioneer DJS-1000 Sampler und Sequencer, einem Arturia MicroFreak Synthesizer, einem Roland TB-03 Bass Line Synthesizer, einem Eventide Space Reverb und einem Seymour Duncan Studio Bass Compressor. Als Software nutzt er Ableton.

## Persönliches

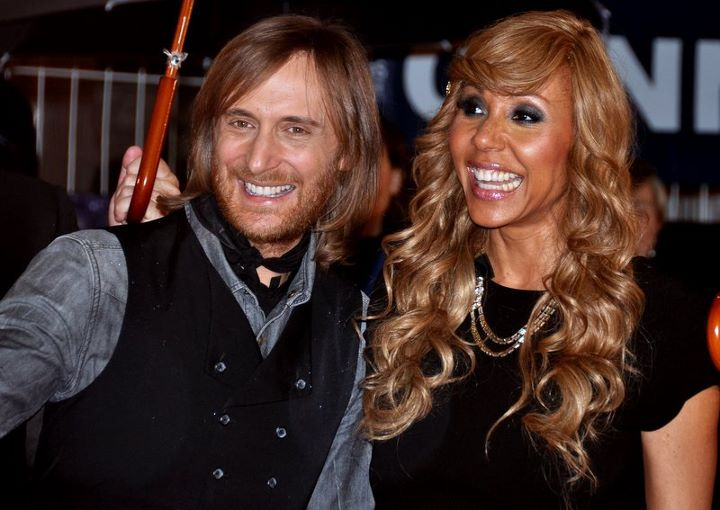
David Guetta mit seiner Ex-Frau Cathy

Guetta heiratete 1992 die 1967 geborene Nachtclub-Managerin Cathy Lobé. 2004 kam ein Sohn zur Welt, 2007 folgte eine Tochter. Nach zweiundzwanzig Ehejahren ließ sich das Paar im März 2014 scheiden. Seit 2016 ist er in einer Beziehung mit dem kubanischen Model Jessica Ledon. Im November 2023 gab Guetta bekannt, erneut Vater zu werden.
Guetta hat Wohnsitze in Ibiza, Los Angeles, London und Dubai. Laut eigener Aussage nutzt er sein Haus in Ibiza für seine Residenz und Auftritte in Europa, sein Haus in Los Angeles für Studioarbeiten und die Wohnung in Dubai dient ihm als Kontakt mit Asien. In London ist er im Besitz einer Wohnung, die er für sein Privatleben nutzt, da seine Ex-Frau und Kinder ebenfalls in der Stadt leben.

## Rezeption
Obwohl Guetta ein Millionenpublikum anlockt, wird er aus Teilen der Technokultur strikt abgelehnt. Üblicherweise wird Guetta dabei als sogenannter „EDM-DJ“ klassifiziert, wobei Electronic Dance Music (EDM) dann als Schimpfwort betrachtet wird. Typische Vorwürfe sind, dass seine Musik für „Mainstream“ und „Kommerzialisierung“ stehen soll. Auch gibt es vereinzelt Berichte über Technoclubs, die ihren DJs explizit verbieten, Guettas Musik zu spielen.
Guetta löste mit mehreren Liveshows starke Kontroversen aus. 2015 kopierte er mit dem Bühnenbild, das er und Nicki Minaj für ihre Show bei den Billboard Music Awards in Las Vegas verwendeten, das Kunstwerk HYBYCOZO, eine dreidimensionale, mit LED-Licht beleuchtete, aus Polypropylen gefertigte Skulptur, die von Yelena Filipchuk und Serge Beaulieu für Burning Man entworfen wurde, ohne ihre Erlaubnis. Im selben Jahr wurde er für einen Auftritt im Pacha kritisiert, da ein Pferd Teil der Bühnenshow war. Die Äußerung gegenüber „Beatport“, dass die spontane Verwendung eines USB-Sticks als Musikspeicher bei einem seiner Liveauftritte „Oldschool“ wäre, stieß in der DJ-Szene auf Spott.

## Diskografie
Studioalben

| Jahr | Titel Musiklabel                          | Höchstplatzierung, Gesamtwochen, AuszeichnungChartplatzierungen (Jahr, Titel, Musiklabel, Platzierungen, Wochen, Auszeichnungen, Anmerkungen) | Höchstplatzierung, Gesamtwochen, AuszeichnungChartplatzierungen (Jahr, Titel, Musiklabel, Platzierungen, Wochen, Auszeichnungen, Anmerkungen) | Höchstplatzierung, Gesamtwochen, AuszeichnungChartplatzierungen (Jahr, Titel, Musiklabel, Platzierungen, Wochen, Auszeichnungen, Anmerkungen) | Höchstplatzierung, Gesamtwochen, AuszeichnungChartplatzierungen (Jahr, Titel, Musiklabel, Platzierungen, Wochen, Auszeichnungen, Anmerkungen) | Höchstplatzierung, Gesamtwochen, AuszeichnungChartplatzierungen (Jahr, Titel, Musiklabel, Platzierungen, Wochen, Auszeichnungen, Anmerkungen) | Höchstplatzierung, Gesamtwochen, AuszeichnungChartplatzierungen (Jahr, Titel, Musiklabel, Platzierungen, Wochen, Auszeichnungen, Anmerkungen) | Anmerkungen                                                   |
| Jahr | Titel Musiklabel                          | DE | AT | CH | UK | US | FR | Anmerkungen                                                   |
| ---- | ----------------------------------------- | --- | --- | --- | --- | --- | --- | ------------------------------------------------------------- |
| 2002 | Just a Little More Love Gum Records (EMI) | — | — | CH17 (18 Wo.)CH | — | — | FR6 ×2Doppelgold · (31 Wo.)FR | Erstveröffentlichung: 15. Juni 2002 Verkäufe: + 250.000       |
| 2004 | Guetta Blaster Gum Records (EMI)          | — | — | CH45 (12 Wo.)CH | — | — | FR11 (69 Wo.)FR | Erstveröffentlichung: 13. Juni 2004 Verkäufe: + 50.000        |
| 2007 | Pop Life Gum Records (EMI)                | — | AT31 (11 Wo.)AT | CH8 Platin · (43 Wo.)CH | UK44 (2 Wo.)UK | — | FR2 (76 Wo.)FR | Erstveröffentlichung: 3. Juni 2007 Verkäufe: + 265.000        |
| 2009 | One Love Gum Records (EMI)                | DE2 ×5Fünffachgold · (… Wo.)DE | AT3 ×2Doppelplatin · (107 Wo.)AT | CH2 ×2Doppelplatin · (123 Wo.)CH | UK2 ×3Dreifachplatin · (92 Wo.)UK | US70 (13 Wo.)US | FR1 Diamant · (138 Wo.)FR | Erstveröffentlichung: 24. August 2009 Verkäufe: + 3.000.000   |
| 2011 | Nothing but the Beat What a Music (EMI)   | DE1 ×3Dreifachplatin · (… Wo.)DE | AT1 ×2Doppelplatin · (18 Wo.)AT | CH1 Platin · (110 Wo.)CH | UK2 ×3Dreifachplatin · (106 Wo.)UK | US5 Gold · (74 Wo.)US | FR1 Diamant · (94 Wo.)FR | Erstveröffentlichung: 26. August 2011 Verkäufe: + 3.387.644   |
| 2014 | Listen What a Music (WMG)                 | DE3 Platin · (41 Wo.)DE | AT3 Gold · (29 Wo.)AT | CH2 Platin · (70 Wo.)CH | UK8 Platin · (48 Wo.)UK | US4 Gold · (54 Wo.)US | FR3 ×2Doppelplatin · (96 Wo.)FR | Erstveröffentlichung: 21. November 2014 Verkäufe: + 1.603.500 |
| 2018 | 7 What a Music (WMG)                      | DE7 (7 Wo.)DE | AT7 (5 Wo.)AT | CH2 (11 Wo.)CH | UK9 Gold · (31 Wo.)UK | US37 Gold · (6 Wo.)US | FR4 Platin · (97 Wo.)FR | Erstveröffentlichung: 14. September 2018 Verkäufe: + 837.500  |

## Auszeichnungen
| - Grammy Awards - 2010: für Beste Remix-Aufnahme (When Love Takes Over) - 2011: für Beste Remix-Aufnahme (Revolver, von Madonna) - MTV EMA - 2012: für Bester Electronic-Act - World Music Awards - 2010: für Bester Produzent - 2010: für Bester französischer Act - NRJ Music Awards - 2010: für Internationales Album des Jahres (One Love) - 2011: für Hit des Jahres (Club Can’t Handle Me, mit Flo Rida) - 2011: für NRJ-Ehrenpreis - Echo - 2012: für Club und Dance (Nothing but the Beat) - 2015: für Dance international - DJ Awards - 2007: für Best Ibiza Night - 2007: für Bester internationaler DJ - 2008: für Bester House-DJ | Nominierungen: - Grammy Awards - 2010: für Bestes Electronic-/Dance-Album (One Love) - 2010: für Beste Dance-Aufnahme (When Love Takes Over) - 2012: für Bester Partysong (Sunshine) - 2012: für Bestes Electronic-/Dance-Album (Nothing but the Beat) - MTV EMA - 2008: für Bester französischer Act - 2011: für Bester französischer Act - 2011: für Bester Künstler - Echo - 2010: für Bester internationaler Künstler Rock/Pop - 2011: für Bester internationaler Künstler Rock/Pop - World Music Awards - 2007: für Best verkaufender DJ - 2010: für Bester DJ - 2010: für Beste Single (Sexy Bitch) - 2010: für Beste Single (When Love Takes Over) - MTV EMA - 2010: für Bestes Dance Video (Sexy Bitch) - DJ Awards - 2006: für Bester House-DJ - 2009: für Bester House-DJ |